# DAIGOも台所〜きょうの献立何にする?〜
『DAIGOも台所〜きょうの献立何にする?〜』（ダイゴもだいどころ〜きょうのこんだてなんにする?〜）は、朝日放送テレビ（ABCテレビ）の制作により、朝日放送テレビ・テレビ朝日系列で2022年4月4日より放送されている料理番組であり、DAIGOの冠番組。

## 概要
朝日放送テレビでは、朝日放送（現：朝日放送グループホールディングス）の時代から平日昼の時間帯に『金子信雄の楽しい夕食』（1987年 - 1995年）→『上沼恵美子のおしゃべりクッキング』（1995年 - 2022年）を放送してきたが、この番組はその系譜を受け継ぎ、新たに立ち上げた料理番組である。
歌手でシンガーソングライターのDAIGOが司会を務める。月曜日から木曜日は毎回出されるテーマから3つのレシピのうち1つを選び、前身番組である『上沼恵美子のおしゃべりクッキング』に続いて、大阪の辻調理師専門学校の講師による料理の作り方の指導を受け料理を作る形式をとる。金曜日は山本ゆりのアドバイスを受けDAIGO自身で料理を作るという形式をとる。
また、番組の最後にはDAIGOが皿洗いを行う。その際にDAIGOはその日の感想や習った事、印象に残った事などを語るという形式を取っている。
収録体制は『楽しい夕食』『おしゃべりクッキング』から変わらず、月2回、大阪の朝日放送社屋のスタジオで1日に10本（2週間分）まとめて収録されている。

## 放送時間
- 月曜日 - 金曜日 13:30 - 13:45
  - 2022年7月8日は安倍晋三銃撃事件による『大下容子ワイド!スクランブル』の放送時間延長により急遽休止[7]。
  - 2023年3月22日は「2023 ワールド・ベースボール・クラシック 決勝「日本×アメリカ」』の中継が延長並びに野球日本代表が同試合で勝利（優勝）したことを受けて、12:45 - 13:30に『大下容子ワイド!スクランブル』第2部を、13:30 - 15:48に『大下容子ワイド!スクランブル 侍ジャパン14年ぶりのWBC王座奪還おめでとう!』を編成の為、『大下容子ワイド!スクランブル』第1部、『徹子の部屋』『DAIGOも台所〜きょうの献立何にする?〜』は休止した。

## 出演者

### MC
- DAIGO[8]

### 講師

#### 月曜-木曜
いずれも大阪市にある辻調理師専門学校の講師。
- 日本料理：長谷川晃・簾達也[8]
- 西洋料理：大西章仁・紫藤慧[8]
- 中国料理：川崎元太・河野篤史[8]

#### 金曜
- 山本ゆり（料理コラムニスト）[8]

### キャラクター
- ソルトさん[9]（声: 井上宏之[8]） - 2022年4月4日放送回（初回）より登場するソルトミルの番組キャラクター。
- ペッパーさん[9]（声: 徳永爽[8]） - 2022年4月4日放送回（初回）より登場するペッパーミルの番組キャラクター。2024年7月26日放送回をもって「世界のおいしいものをたくさん学ぶ」という目的でバカンスへ行き、しばらく留守にすることとなった[10][11]。2024年10月14日放送回で復帰した[12]。
- ピンクペッパーさん[11]（声: mio[13]） - ペッパーさんの妹のペッパーミルの番組キャラクター[11]。ペッパーさんが留守にするため、2024年7月29日放送回より2024年10月11日放送回まで代役として出演した[10][11]。

## 使用曲

### テーマ曲
- 金字塔「ブラボー - Instrumental」

### 挿入曲
- 金字塔「おもちゃのロックンロール - Instrumental」

## ネット局
| 放送対象地域   | 放送局                       | 系列           | 放送時間（JST）           | 備考       |
| -------------- | ---------------------------- | -------------- | ------------------------- | ---------- |
| 近畿広域圏     | 朝日放送テレビ（ABC TV）     | テレビ朝日系列 | 月曜 - 金曜 13:30 - 13:45 | 制作局     |
| 北海道         | 北海道テレビ（HTB）          | テレビ朝日系列 | 月曜 - 金曜 13:30 - 13:45 | 同時ネット |
| 青森県         | 青森朝日放送（ABA）          | テレビ朝日系列 | 月曜 - 金曜 13:30 - 13:45 | 同時ネット |
| 岩手県         | 岩手朝日テレビ（IAT）        | テレビ朝日系列 | 月曜 - 金曜 13:30 - 13:45 | 同時ネット |
| 宮城県         | 東日本放送（khb）            | テレビ朝日系列 | 月曜 - 金曜 13:30 - 13:45 | 同時ネット |
| 秋田県         | 秋田朝日放送（AAB）          | テレビ朝日系列 | 月曜 - 金曜 13:30 - 13:45 | 同時ネット |
| 山形県         | 山形テレビ（YTS）            | テレビ朝日系列 | 月曜 - 金曜 13:30 - 13:45 | 同時ネット |
| 福島県         | 福島放送（KFB）              | テレビ朝日系列 | 月曜 - 金曜 13:30 - 13:45 | 同時ネット |
| 関東広域圏     | テレビ朝日（EX）             | テレビ朝日系列 | 月曜 - 金曜 13:30 - 13:45 | 同時ネット |
| 長野県         | 長野朝日放送（abn）          | テレビ朝日系列 | 月曜 - 金曜 13:30 - 13:45 | 同時ネット |
| 新潟県         | 新潟テレビ21（UX）           | テレビ朝日系列 | 月曜 - 金曜 13:30 - 13:45 | 同時ネット |
| 静岡県         | 静岡朝日テレビ（SATV）       | テレビ朝日系列 | 月曜 - 金曜 13:30 - 13:45 | 同時ネット |
| 石川県         | 北陸朝日放送（HAB）          | テレビ朝日系列 | 月曜 - 金曜 13:30 - 13:45 | 同時ネット |
| 中京広域圏     | 名古屋テレビ（メ〜テレ/NBN） | テレビ朝日系列 | 月曜 - 金曜 13:30 - 13:45 | 同時ネット |
| 広島県         | 広島ホームテレビ（HOME）     | テレビ朝日系列 | 月曜 - 金曜 13:30 - 13:45 | 同時ネット |
| 山口県         | 山口朝日放送（yab）          | テレビ朝日系列 | 月曜 - 金曜 13:30 - 13:45 | 同時ネット |
| 香川県・岡山県 | 瀬戸内海放送（KSB）          | テレビ朝日系列 | 月曜 - 金曜 13:30 - 13:45 | 同時ネット |
| 愛媛県         | 愛媛朝日テレビ（eat）        | テレビ朝日系列 | 月曜 - 金曜 13:30 - 13:45 | 同時ネット |
| 福岡県         | 九州朝日放送（KBC）          | テレビ朝日系列 | 月曜 - 金曜 13:30 - 13:45 | 同時ネット |
| 長崎県         | 長崎文化放送（ncc）          | テレビ朝日系列 | 月曜 - 金曜 13:30 - 13:45 | 同時ネット |
| 熊本県         | 熊本朝日放送（KAB）          | テレビ朝日系列 | 月曜 - 金曜 13:30 - 13:45 | 同時ネット |
| 大分県         | 大分朝日放送（OAB）          | テレビ朝日系列 | 月曜 - 金曜 13:30 - 13:45 | 同時ネット |
| 鹿児島県       | 鹿児島放送（KKB）            | テレビ朝日系列 | 月曜 - 金曜 13:30 - 13:45 | 同時ネット |
| 沖縄県         | 琉球朝日放送（QAB）          | テレビ朝日系列 | 月曜 - 金曜 13:30 - 13:45 | 同時ネット |

- 制作局の朝日放送テレビでは全国高等学校野球選手権大会の準々決勝・準決勝開催日と重なる場合は高校野球中継を優先するため、制作局に限り当番組を別日時へ臨時枠移動し、テレビ朝日をはじめとする系列フルネット23局へは本来の放送日時に朝日放送テレビからの裏送りによる先行ネットで放送される[15]。
- 高校野球の地方大会期間中には、中継を編成した一部ネット局で当日時差ネットが行われることがある。

| 配信サイト | 更新時間             | 備考                     |
| ---------- | -------------------- | ------------------------ |
| TVer       | 月 - 金曜 13:45 更新 | 直近回10回限定で無料配信 |
| GYAO!      | 月 - 金曜 13:45 更新 | 直近回10回限定で無料配信 |

## スタッフ
- ナレーター：井上宏之、徳永爽
- 構成：たむらようこ、古賀文恵
- ブレーン：田中静
- TD：藤本智也、鵜沼郁、林加奈子、西良美和、吉岡利晃、中谷祐喜、下村剛司、中住鉄兵、手塚西都子、上岡一恵
- 美術：吉沢みちる
- タイトルロゴ：仲里カズヒロ
- 協力：WOOD ONE、TOLI、ABCミッケ、NAIGAI、花studioF-three
- 制作協力：辻調理師専門学校、貴重、関西東通、ライズアップ、アイネックス、つむら工芸、クラフト
- ディレクター：岡田凌（レジスタエックスワン）、中野桜、小八木敬三（ゲームボーイズ）、登川直
- 総合演出︰佐野真紀（レジスタエックスワン、以前はディレクター）
- プロデューサー：矢野政臣（朝日放送テレビ）、玉谷章（レジスタエックスワン）
- 制作：朝日放送テレビ、レジスタX1

### 過去のスタッフ
- 協力：ゲームボーイズ
- ディレクター：吉兼和成（BUDDY）

## 放送リスト

### 2022年度
| 話数 | タイトル                                                 | 料理名                                                                                       | 初放送日       | 出典                                        |
| ---- | -------------------------------------------------------- | -------------------------------------------------------------------------------------------- | -------------- | ------------------------------------------- |
| 1    | 困った時のレギュラー野菜                                 | ジャガイモと玉ねぎのピリ辛炒め                                                               | 2022年04月04日 | [ 18 ]                                      |
| 2    | フライパンひとつで手軽に!                                | 鮭のバターポン酢                                                                             | 2022年04月05日 | [ 19 ]                                      |
| 3    | あると便利!作り置きおかず                                | 豚バラのオイル煮                                                                             | 2022年04月06日 | [ 19 ]                                      |
| 4    | お弁当にぴったりのおかず                                 | 鮭と明太子の玉子焼き                                                                         | 2022年04月07日 | [ 19 ]                                      |
| 5    | 超簡単「ボクでもできる金曜日」                           | やわらかチーズハンバーグ                                                                     | 2022年04月08日 | [ 19 ]                                      |
| 6    | 今が旬!安くて美味しい 春の魚                             | 鰆のムニエル カレー風味                                                                      | 2022年04月11日 | [ 19 ]                                      |
| 7    | 簡単で美味しい お手軽!麺料理                             | 麻辣焼きそば                                                                                 | 2022年04月12日 |                                             |
| 8    | 簡単レパートリーが増える 缶詰                            | サバじゃが                                                                                   | 2022年04月13日 |                                             |
| 9    | 間違いない味「アレンジカレー」                           | コーンクリームカレー                                                                         | 2022年04月14日 |                                             |
| 10   | 超簡単「ボクでもできる金曜日」                           | 濃厚みそチーズクリームチキン                                                                 | 2022年04月15日 |                                             |
| 11   | 安くて美味しい家族でワンコイン                           | ニラ焼きそば                                                                                 | 2022年04月18日 |                                             |
| 12   | 旬の美味しさ食卓へ!「春野菜」                            | 炒めて作る筍ごはん                                                                           | 2022年04月19日 |                                             |
| 13   | 大人も喜ぶ大満足な「挽肉料理」                           | ジューシーにらギョーザ                                                                       | 2022年04月20日 |                                             |
| 14   | レパートリーを増やしたいパスタ                           | 春キャベツのツナパスタ                                                                       | 2022年04月21日 |                                             |
| 15   | 超簡単「ボクでもできる金曜日」                           | キャベツとひき肉の塩ダレ炒め                                                                 | 2022年04月22日 |                                             |
| SP   | 衝撃の台所デビュー週よ もう一度! 新感覚の料理番組 爆誕SP | ※第1回から第4回に放送されたレシピを放送                                                      | 2022年04月24日 | [ 20 ]                                      |
| 16   | 簡単で美味しい おうちでお寿司                            | まぐろのちらしずし                                                                           | 2022年04月25日 |                                             |
| 17   | 昔も今も美味しい 春はあげもの                            | 手羽中の甘辛揚げ                                                                             | 2022年04月26日 |                                             |
| 18   | ホットプレートでワクワクごはん                           | ホットプレートでチーズフォンデュ                                                             | 2022年04月27日 |                                             |
| 19   | オーブンを使わないスイーツ♪                              | フルーツ大福                                                                                 | 2022年04月28日 |                                             |
| 20   | 超簡単「ボクでもできる金曜日」                           | コクうま豚バラカレー                                                                         | 2022年04月29日 |                                             |
| SP   | 目が離せない! 必死だけど 僕でもできる超簡単料理よ再びSP  | ※4月に放送が行われた超簡単「ボクでもできる金曜日」のレシピを放送                             | 2022年05月01日 | [ 20 ]                                      |
| 21   | 華やかで美味しい「弁当にパン」                           | BLTサンド                                                                                    | 2022年05月02日 |                                             |
| 22   | 狩っても買っても「旬のあさり」                           | あさりと春キャベツのうま煮                                                                   | 2022年05月03日 |                                             |
| 23   | 盛り上がる おうちキャンプ料理                            | BBQスペアリブ                                                                                | 2022年05月04日 |                                             |
| 24   | 子どもも大人も喜ぶ こどもの日                            | とうもろこし入り肉団子                                                                       | 2022年05月05日 |                                             |
| 25   | 超簡単「ボクでもできる金曜日」                           | 豚バラとなすのチン                                                                           | 2022年05月06日 |                                             |
| 26   | 旬の美味しさを満喫「新じゃが」                           | じゃがベーコンの煮っころがし                                                                 | 2022年05月09日 |                                             |
| 27   | もっと知りたいスパイス&ハーブ                            | さわやかハーブ水餃子                                                                         | 2022年05月10日 |                                             |
| 28   | たたきだけじゃない 旬のかつお                            | カツオのカルパッチョ                                                                         | 2022年05月11日 |                                             |
| 29   | 一品でたっぷり味わう野菜が主役                           | いかと春野菜の炒めもの                                                                       | 2022年05月12日 |                                             |
| 30   | 超簡単「ボクでもできる金曜日」                           | たっぷり新玉タルタルチキン                                                                   | 2022年05月13日 |                                             |
| 31   | 簡単最高!チャチャっと炒めもの                            | 高菜風味の野菜炒め                                                                           | 2022年05月16日 |                                             |
| 32   | 忙しい時の強い味方 冷凍うどん                            | 豚肉のかま玉うどん                                                                           | 2022年05月17日 |                                             |
| 33   | GW明け「財布にやさしい鶏肉」                             | 甘辛チキングリル                                                                             | 2022年05月18日 |                                             |
| 34   | 便利!おかずがいらないご飯もの                            | しらすと高菜の混ぜごはん                                                                     | 2022年05月19日 |                                             |
| 35   | 超簡単「ボクでもできる金曜日」                           | 昭和の甘辛ひき肉オムレツ                                                                     | 2022年05月20日 |                                             |
| 36   | 店に頼むとラク「初夏の魚アジ」                           | アジの香味パン粉焼き                                                                         | 2022年05月23日 |                                             |
| 37   | 酸味が美味しい さっぱりおかず                            | 豚肉のすだち風味                                                                             | 2022年05月24日 |                                             |
| 38   | デパ地下の味を家でデリ風サラダ                           | なすと豚肉のサラダ                                                                           | 2022年05月25日 |                                             |
| 39   | やっぱり大好き「今月のカレー」                           | カレーピラフ                                                                                 | 2022年05月26日 |                                             |
| 40   | 超簡単「ボクでもできる金曜日」                           | こんがりチキンマヨソース                                                                     | 2022年05月27日 |                                             |
| 41   | 料理がランクアップ!薬味が主役                            | 薬味たっぷりおろしそば                                                                       | 2022年05月30日 |                                             |
| 42   | 心も体も満足「運動会のお弁当」                           | 牛肉のえのき巻き                                                                             | 2022年05月31日 |                                             |
| 43   | 食感チェンジ「揚げ物も衣替え」                           | 鶏のおかき揚げ                                                                               | 2022年06月01日 |                                             |
| 44   | 失敗は嫌 ちょっと特別牛肉料理                            | サーロインステーキ                                                                           | 2022年06月02日 |                                             |
| 45   | 超簡単「ボクでもできる金曜日」                           | おさかなユッケ丼                                                                             | 2022年06月03日 |                                             |
| 46   | 美味しく食べたい今が旬!いわし                            | ナスといわしのパスタ                                                                         | 2022年06月06日 |                                             |
| 47   | メインに!豆腐をもっとおいしく                            | 四川風やっこ豆腐                                                                             | 2022年06月07日 |                                             |
| 48   | 体も、味も大事「ネバネバ食材」                           | 納豆肉みそうどん                                                                             | 2022年06月08日 |                                             |
| 49   | ムシムシする日のエスニック料理                           | チキンビリヤニ                                                                               | 2022年06月09日 |                                             |
| 50   | 超簡単「ボクでもできる金曜日」                           | とろとろ豚とじ                                                                               | 2022年06月10日 |                                             |
| SP   | 神回再び! まだ必死だけど 僕でもできる超ウマ簡単レシピSP  | ※5月に放送が行われた超簡単「ボクでもできる金曜日」のレシピを放送                             | 2022年06月12日 | [ 21 ]                                      |
| 51   | ほっぺが落ちる旬のとうもろこし                           | ささみのコーン炒め                                                                           | 2022年06月13日 |                                             |
| 52   | 意外と簡単イカさばいてみました                           | 洋風いかめし                                                                                 | 2022年06月14日 |                                             |
| 53   | さわやかテイスティ 梅のおかず                            | 豚肉のしょうが焼き 梅風味                                                                    | 2022年06月15日 |                                             |
| 54   | 夏がキター!冷麺はじめました                              | 爽やかトマト冷麺                                                                             | 2022年06月16日 |                                             |
| 55   | 超簡単「ボクでもできる金曜日」                           | 塩肉じゃが                                                                                   | 2022年06月17日 |                                             |
| 56   | 試したい 脱マンネリ!そうめん                             | 新生姜のぶっかけそうめん                                                                     | 2022年06月20日 |                                             |
| 57   | 元気が出る ガツンとにんにく!                             | にんにくパン粉のポークステーキ                                                               | 2022年06月21日 |                                             |
| 58   | 存在感マシマシ! 油揚げを制す                             | 揚げとしば漬けの混ぜご飯                                                                     | 2022年06月22日 |                                             |
| 59   | 開眼!ヨーグルトをおいしく活用                            | 豚肉のヨーグルト煮込み                                                                       | 2022年06月23日 |                                             |
| 60   | 超簡単「ボクでもできる金曜日」                           | 濃厚トマトチキンカレー                                                                       | 2022年06月24日 |                                             |
| 61   | 意外な使い方!ガツンとソース味                            | ソース鶏めし                                                                                 | 2022年06月27日 |                                             |
| 62   | みんな大好き 安くて便利ちくわ                            | ちくわのオープンオムレツ                                                                     | 2022年06月28日 |                                             |
| 63   | 初めての人集合!きくらげに挑戦                            | 卵ときくらげの炒めもの                                                                       | 2022年06月29日 |                                             |
| 64   | 暑さ増すこの季節に!酸味爽やか                            | 鶏のレモン風味                                                                               | 2022年06月30日 |                                             |
| 65   | 超簡単「ボクでもできる金曜日」                           | カレイの煮つけ                                                                               | 2022年07月01日 |                                             |
| 66   | 覚えたい!醤(ジャン)フル活用                              | 回鍋肉                                                                                       | 2022年07月04日 |                                             |
| 67   | 何個でも食べたい!卵のごちそう                            | ふわとろオムライス                                                                           | 2022年07月05日 |                                             |
| 68   | 意外とカンタン!夏が旬!冬瓜                               | なすと冬瓜のさっと煮                                                                         | 2022年07月06日 |                                             |
| 69   | 願いよ届け!星いっぱい!オクラ                             | オクラと干し海老の中華風炒め                                                                 | 2022年07月07日 |                                             |
| 70   | 超簡単!ボクでもできる!金曜日                             | ※大下容子ワイド!スクランブルの放送時間延長により休止                                         | 2022年07月08日 | [ 7 ]                                       |
| 71   | もう失敗しない!とろみの付け方                            | 蒸しナスの生姜あん                                                                           | 2022年07月11日 |                                             |
| 72   | 便利!冷めても美味しいおかず                              | 牛肉の四川風きんぴら                                                                         | 2022年07月12日 | [ 22 ]                                      |
| 73   | できたらうれしい!魚をさばく                              | アジのなめろう風                                                                             | 2022年07月13日 | [ 22 ]                                      |
| 74   | やっぱり美味しい!鶏肉いろいろ                            | 鶏のチーズ焼き                                                                               | 2022年07月14日 | [ 22 ] [ 23 ]                               |
| 75   | 超簡単!ボクでもできる!金曜日                             | カルボナーラうどん                                                                           | 2022年07月15日 | [ 22 ]                                      |
| SP   | できる限りノーカット！実際はこんな感じでやってますSP!    | こんがりチキンマヨソース レンジで1発!カレイの煮つけ フルーツ大福                             | 2022年07月17日 | [ 22 ] [ 24 ]                               |
| 76   | たまにはドンッとお肉のごちそう                           | 牛肉のさっぱりたたき                                                                         | 2022年07月18日 | [ 22 ]                                      |
| 77   | お肉の次の日は…もやし大活躍                              | 豚肉ともやしの炒めもの                                                                       | 2022年07月19日 |                                             |
| 78   | パパッと最強!夏休みの昼ごはん                            | ナポリタン                                                                                   | 2022年07月20日 |                                             |
| 79   | No.1シェフ考案!夏の麗しき一品                            | ひやラビオリトマト                                                                           | 2022年07月21日 |                                             |
| 80   | No.1シェフ考案!夏の絶品スープ                            | 焼きとうもろこしのスープ                                                                     | 2022年07月22日 |                                             |
| 81   | ビタミンCもたっぷり!ゴーヤ                               | ゴーヤと豚バラの甘味噌炒め                                                                   | 2022年07月25日 |                                             |
| 82   | 夏休みに重宝!そうめんのバリエ                            | 鶏のすだちそうめん                                                                           | 2022年07月26日 |                                             |
| 83   | 溶けそう…暑いから火を使わずに                            | 鮭のカレーマヨネーズ焼き                                                                     | 2022年07月27日 |                                             |
| 84   | 高タンパク!鶏胸肉でガッツリ!                             | 棒棒鶏（バンバンジー）                                                                       | 2022年07月28日 |                                             |
| 85   | 超簡単!ボクでもできる!金曜日                             | 餃子の皮でクリスピーピザ                                                                     | 2022年07月29日 |                                             |
| 86   | 心のゆとりになる!夏の作り置き                            | 野菜の南蛮漬け                                                                               | 2022年08月01日 |                                             |
| 87   | カラダが求める!夏こそピリ辛                              | 麻婆豆腐                                                                                     | 2022年08月02日 |                                             |
| 88   | 無限ピーマン以外やみつきレシピ                           | ピーマンとちくわのきんぴら                                                                   | 2022年08月03日 |                                             |
| 89   | 癒されたい!ひんやりスイーツ                              | サイダーゼリー                                                                               | 2022年08月04日 |                                             |
| 90   | 超簡単!ボクでもできる!金曜日                             | 鶏むね肉とナスのおろしだれ                                                                   | 2022年08月05日 |                                             |
| 91   | 上品な味わい!今が旬!太刀魚                               | タチウオのかばやき                                                                           | 2022年08月08日 |                                             |
| 92   | やっぱり大好き!今月のカレー                              | チキンと夏野菜のカレー                                                                       | 2022年08月09日 |                                             |
| 93   | 私にパワーを!スタミナメニュー                            | 豚スペアリブのスパイシー焼き                                                                 | 2022年08月10日 |                                             |
| 94   | みんなハッピー!パーティー料理                            | ライスピザ                                                                                   | 2022年08月11日 |                                             |
| 95   | 超簡単!ボクでもできる!金曜日                             | 大葉のペペロンチーノ                                                                         | 2022年08月12日 |                                             |
| 96   | 米もススム!ビールが進むおかず                            | 海老とクルミのピリ辛炒め                                                                     | 2022年08月15日 |                                             |
| 97   | 納涼おかずでひんやりおいしい                             | 鶏と野菜のひんやりお浸し                                                                     | 2022年08月16日 |                                             |
| 98   | 旬の野菜を楽しむ!トマト大好き                            | フレッシュトマトのアラビアータ                                                               | 2022年08月17日 |                                             |
| 99   | 子どももパクパク!夏の豆の一品                            | 豚肉とインゲンの炒めもの                                                                     | 2022年08月18日 |                                             |
| 100  | 超簡単!ボクでもできる!金曜日                             | 豚もやしちゃんぽん風炒め                                                                     | 2022年08月19日 |                                             |
| 101  | 簡単豪華!家族の誕生日が平日                              | てりやき手巻きずし                                                                           | 2022年08月22日 |                                             |
| 102  | 遊び過ぎた!給料日前ミンチ大活躍                          | ピーマンの肉詰め                                                                             | 2022年08月23日 |                                             |
| 103  | 旬でもどうすれば?ズッキーニ                              | 豚肉とズッキーニのペッパーソテー                                                             | 2022年08月24日 |                                             |
| 104  | 夏バテで食欲ない時こその一品                             | たこのとろろ酢                                                                               | 2022年08月25日 |                                             |
| 105  | 超簡単!ボクでもできる!金曜日                             | 肉みそ天津飯                                                                                 | 2022年08月26日 |                                             |
| 106  | アレンジいろいろ!もっとアボカド                          | 豆苗とサーモンの生春巻き                                                                     | 2022年08月29日 |                                             |
| 107  | 使える!柚子こしょう香る一品                              | 鶏の塩焼き 柚子胡椒風味                                                                      | 2022年08月30日 |                                             |
| 108  | たまには違った切り干し大根!                              | 切り干し大根の黒こしょう風味                                                                 | 2022年08月31日 |                                             |
| 109  | カンタン!蒸し料理を楽しむ!                               | トマト焼売                                                                                   | 2022年09月01日 |                                             |
| 110  | 超簡単!ボクでもできる!金曜日                             | 解凍不要！レンジで鶏チャーシュー                                                             | 2022年09月02日 |                                             |
| 111  | ご飯がすすむ!お弁当のおかず                              | 鶏の竜田揚げ                                                                                 | 2022年09月05日 |                                             |
| 112  | 絶品!こんにゃくをおいしく!                               | 豚バラとこんにゃくの煮込み                                                                   | 2022年09月06日 |                                             |
| 113  | アレンジいろいろ!お刺身変身                              | かんぱちのカルパッチョ                                                                       | 2022年09月07日 |                                             |
| 114  | 火を使わず炊飯器におまかせ!                              | 海南風チキンライス                                                                           | 2022年09月08日 |                                             |
| 115  | 超簡単!ボクでもできる!金曜日                             | ハッシュドポーク                                                                             | 2022年09月09日 |                                             |
| 116  | 串焼きで!炭火焼きチャーシュー                            | 炭火焼きチャーシュー                                                                         | 2022年09月12日 | [ 注 1 ] [ 25 ] [ 26 ] [ 27 ] [ 28 ] [ 29 ] |
| 117  | 余り食材何でも!パスタパエリア                            | ミックスパスタパエリア                                                                       | 2022年09月13日 | [ 注 1 ] [ 25 ] [ 26 ] [ 27 ] [ 28 ] [ 29 ] |
| 118  | 和の旨さ!さっぱりホイル肉巻き                            | さっぱりホイル肉巻き＆焼きおにぎり                                                           | 2022年09月14日 | [ 注 1 ] [ 25 ] [ 26 ] [ 27 ] [ 28 ] [ 29 ] |
| 119  | シビ旨!麻辣ココナッツカレー                              | 麻辣ココナッツカレー                                                                         | 2022年09月15日 | [ 注 1 ] [ 25 ] [ 26 ] [ 27 ] [ 28 ] [ 29 ] |
| 120  | オレンジのクレープシュゼット                             | オレンジのクレープシュゼット                                                                 | 2022年09月16日 | [ 注 1 ] [ 25 ] [ 26 ] [ 27 ] [ 28 ] [ 29 ] |
| 121  | 使える!チャチャっとかぼちゃ                              | かぼちゃのキーマカレー                                                                       | 2022年09月19日 |                                             |
| 122  | 開眼!さつまいもをおかずに!                               | さつまいものチーズ焼き                                                                       | 2022年09月20日 |                                             |
| 123  | 美容にも!旬の魚!鮭&サーモン                              | さけマヨ                                                                                     | 2022年09月21日 |                                             |
| 124  | コトコト美味しい!秋の煮込み                              | イカの洋風煮っころがし                                                                       | 2022年09月22日 |                                             |
| 125  | 超簡単!ボクでもできる!金曜日                             | 夢みる♡お子さまランチ                                                                        | 2022年09月23日 | [ 注 2 ] [ 30 ] [ 31 ] [ 32 ] [ 33 ] [ 34 ] |
| 126  | 飲むだけじゃないビールの使い方                           | 牛肉のやわらかビール煮                                                                       | 2022年09月26日 |                                             |
| ※    | （「大下容子ワイド!スクランブル 拡大SP」のため休止）     | （「大下容子ワイド!スクランブル 拡大SP」のため休止）                                         | 2022年09月27日 | [ 35 ] [ 36 ]                               |
| 127  | 料理にフルーツを使った一品!                              | 豚肉の煮込み シナモン風味                                                                    | 2022年09月28日 |                                             |
| 128  | バリエーション求ム!芋いろいろ                            | 里芋と豚肉の照り煮                                                                           | 2022年09月29日 |                                             |
| 129  | 超簡単!ボクでもできる!金曜日                             | とろとろカニクリームトースト                                                                 | 2022年09月30日 | [ 注 3 ] [ 37 ] [ 38 ] [ 39 ] [ 40 ]        |
| 130  | ちゅるんと美味しい春雨バリエ                             | 春雨のうま煮                                                                                 | 2022年10月03日 |                                             |
| 131  | 上手に使おうシーフードミックス                           | 海の幸のクリームパスタ                                                                       | 2022年10月04日 |                                             |
| 132  | 秋の味覚!ホクホク美味しい栗                              | ほっこり栗おこわ                                                                             | 2022年10月05日 |                                             |
| 133  | おかず&おつまみに!秋も揚げ物                             | 海老とバジルのパリパリ揚げ                                                                   | 2022年10月06日 |                                             |
| 134  | 超簡単!ボクでもできる!金曜日                             | トマトクリームチキン                                                                         | 2022年10月07日 |                                             |
| 135  | 食べ過ぎ注意!新米が進むおかず                            | ピリ辛レバにら炒め                                                                           | 2022年10月10日 |                                             |
| 136  | 食べやすいアイデアサンドイッチ                           | コールスローのサンドイッチ                                                                   | 2022年10月11日 |                                             |
| 137  | 大活躍!お鍋以外のえのきだけ                              | シャキシャキ野菜の豚バラ蒸し                                                                 | 2022年10月12日 |                                             |
| 138  | 毎日でもイケる!?今月のカレー                             | カーリーファン                                                                               | 2022年10月13日 |                                             |
| 139  | 超簡単!ボクでもできる!金曜日                             | シーザーサラダ                                                                               | 2022年10月14日 |                                             |
| 140  | 今が旬!里芋を味わう珠玉の一品                            | 里芋とさつま揚げの煮込み                                                                     | 2022年10月17日 |                                             |
| 141  | 秋に美味しい食材を使った麺料理                           | サンマの和えうどん                                                                           | 2022年10月18日 |                                             |
| 142  | 秋の衣替え!美味しい変わり揚げ                            | ざくざくポーク                                                                               | 2022年10月19日 |                                             |
| 143  | 鶏レバーと砂肝を手軽に美味しく                           | 手羽と肝のガーリック焼き                                                                     | 2022年10月20日 |                                             |
| 144  | 超簡単!ボクでもできる!金曜日                             | 月見もやしつくね                                                                             | 2022年10月21日 |                                             |
| 145  | チャチャっと作れる簡単おかず                             | 豚肉とれんこんの炒めもの                                                                     | 2022年10月24日 |                                             |
| 146  | やっぱり旬の味わい!きのこ祭り                            | きのことベーコンの生姜風味                                                                   | 2022年10月25日 |                                             |
| 147  | 週末にハロウィンパーティー!                              | かぼちゃとリンゴのパイ                                                                       | 2022年10月26日 |                                             |
| 148  | 実はカンタン!蒸してヘルシー                              | 豚肉のトウチー蒸し                                                                           | 2022年10月27日 |                                             |
| 149  | 超簡単!ボクでもできる!金曜日                             | お寿司ケーキ                                                                                 | 2022年10月28日 |                                             |
| 150  | ほっこり温まる!具沢山スープ                              | きのこのカルボナーラスープ                                                                   | 2022年10月31日 |                                             |
| 151  | 今が旬!カブたっぷりのおかず                              | 焼きカブのそぼろあん                                                                         | 2022年11月01日 |                                             |
| 152  | 簡単で美味しい!ドーン!っと丼                             | エビの卵炒め丼                                                                               | 2022年11月02日 |                                             |
| 153  | 缶詰に負けるな!頑張れ!サバ                               | さばの味噌煮                                                                                 | 2022年11月03日 |                                             |
| 154  | 超簡単!ボクでもできる!金曜日                             | 鶏と長芋の明太マヨソース                                                                     | 2022年11月04日 |                                             |
| 155  | お手軽!材料3つ以内のおかず                               | 鶏のオイスターソース                                                                         | 2022年11月07日 |                                             |
| 156  | 料理番組だからこそ!包丁を研ぐ                            | ミネストローネ                                                                               | 2022年11月08日 |                                             |
| 157  | 寒い日に!あったかい豆腐料理                              | 豆腐のとろとろあんかけ                                                                       | 2022年11月09日 |                                             |
| 158  | みんな大好き!アツアツとろ〜り                            | マカロニグラタン                                                                             | 2022年11月10日 |                                             |
| 159  | 超簡単!ボクでもできる!金曜日                             | 5種野菜と豚こまのチャプチェ温玉のせ                                                          | 2022年11月11日 |                                             |
| 160  | 心も体も♪あったか煮込み料理                              | 大根と牛すじの煮込み                                                                         | 2022年11月14日 |                                             |
| 161  | 子どもが喜ぶごちそう→大人もね                            | チーズインハンバーグ                                                                         | 2022年11月15日 |                                             |
| 162  | 覚えてる?久しぶりに魚を捌こう                            | あじのトマト油淋                                                                             | 2022年11月16日 |                                             |
| 163  | 絶品リメイク!冷ご飯で大満足                              | 塩鮭ぞうすい                                                                                 | 2022年11月17日 |                                             |
| 164  | 超簡単!ボクでもできる!金曜日                             | 大根と豚バラのこくうまみそスープ                                                             | 2022年11月18日 |                                             |
| 165  | 実は簡単!ハーブを使ってみたい                            | 鰆とクレソンのスパゲッティ                                                                   | 2022年11月21日 |                                             |
| 166  | いい夫婦の日にフーフーしながら                           | 酸辣湯（サンラータン）                                                                       | 2022年11月22日 |                                             |
| 167  | 感謝!疲れた体をいたわるご飯                              | ぽかぽか粕汁                                                                                 | 2022年11月23日 |                                             |
| 168  | 新米の季節!ご飯がススムおかず                            | 牛肉の甘辛炒め                                                                               | 2022年11月24日 |                                             |
| 169  | 超簡単!ボクでもできる!金曜日                             | レンジで簡単キーマカレー                                                                     | 2022年11月25日 |                                             |
| 170  | 寒い日に嬉しい!鍋はじめました                            | ピリ辛豆乳鍋                                                                                 | 2022年11月28日 |                                             |
| 171  | ちょっと奮発したい!いい肉の日                            | しょうが風味のシャリアピンステーキ                                                           | 2022年11月29日 |                                             |
| 172  | 今が旬!大根が主役のメイン料理                            | ブリ大根                                                                                     | 2022年11月30日 |                                             |
| 173  | 師走キター!バタバタ時の常備菜                            | クリーミーポテサラ                                                                           | 2022年12月01日 |                                             |
| 174  | 超簡単!ボクでもできる!金曜日                             | 長ネギと豚バラの塩麻婆豆腐                                                                   | 2022年12月02日 |                                             |
| 175  | やっぱり美味しい!冬のご飯もの                            | 親子あんかけ丼                                                                               | 2022年12月05日 |                                             |
| 176  | 満足感で幸せ!えびを美味しく!                             | 海老のチリソース煮込み                                                                       | 2022年12月06日 |                                             |
| 177  | 飽きないバリエ!鍋以外の白菜                              | でっかいロール白菜                                                                           | 2022年12月07日 |                                             |
| 178  | 優しい…でも大根に負けるなカブ                            | ハマチのかぶパッチョ                                                                         | 2022年12月08日 |                                             |
| 179  | 超簡単!ボクでもできる!金曜日                             | 鶏ごぼう飯                                                                                   | 2022年12月09日 |                                             |
| 180  | 寒い日に食べたい冬のあったか麺                           | 白菜とえびのスパゲッティ                                                                     | 2022年12月12日 |                                             |
| 181  | 今が旬!ほうれん草を味わう一品                            | ほうれん草のオイスターあん                                                                   | 2022年12月13日 |                                             |
| 182  | 冷え性撃退美味しいポカポカ料理                           | こくうま豚汁                                                                                 | 2022年12月14日 |                                             |
| 183  | 困った時のウインナー&ベーコン                            | ベーコンと冬野菜のポトフ                                                                     | 2022年12月15日 |                                             |
| 184  | 超簡単!ボクでもできる!金曜日                             | さつまいものチーズ肉巻き                                                                     | 2022年12月16日 |                                             |
| 185  | クリスマスのごちそう〜前菜編                             | マカオ風タルト                                                                               | 2022年12月19日 |                                             |
| 186  | クリスマスのごちそう〜メイン編                           | チューリップチキン                                                                           | 2022年12月20日 |                                             |
| 187  | 忙しいーッ!師走の簡単ごはん!                             | あまから生姜ごはん                                                                           | 2022年12月21日 |                                             |
| 188  | クリスマスのご馳走〜デザート編                           | パンナコッタ                                                                                 | 2022年12月22日 |                                             |
| 189  | 超簡単!ボクでもできる!金曜日                             | シェパーズパイ                                                                               | 2022年12月23日 |                                             |
| 190  | 年末!おうち食材使い切りの一品                            | ジャガイモと豚肉の炒めもの                                                                   | 2022年12月26日 |                                             |
| 191  | お疲れの胃に野菜たっぷりの一品                           | 根菜のミネストローネ                                                                         | 2022年12月27日 |                                             |
| 192  | ダシ命!年越しはやっぱりお蕎麦                            | 天ぷらそば                                                                                   | 2022年12月28日 |                                             |
| 193  | 食べ疲れ…年の初めは簡単&節約                             | 豚バラとキャベツのあっさり蒸し                                                               | 2023年01月04日 |                                             |
| 194  | お餅を使った絶品アレンジレシピ                           | 鶏と餅の中華風炒め                                                                           | 2023年01月05日 |                                             |
| 195  | 超簡単!ボクでもできる!金曜日                             | ビーフシチューオムライス                                                                     | 2023年01月06日 |                                             |
| 196  | いつものやつでも!ハム大活躍                              | ハムのラザーニャ仕立て                                                                       | 2023年01月09日 |                                             |
| 197  | ほんの一手間!美味しく食べタラ                            | タラと白菜の和風シチュー                                                                     | 2023年01月10日 |                                             |
| 198  | ほろ苦さ美味しい!鍋以外の春菊                            | ベーコンと春菊の炒めもの                                                                     | 2023年01月11日 |                                             |
| 199  | やっぱり食べたい!冬の定番料理                            | おでん                                                                                       | 2023年01月12日 |                                             |
| 200  | 超簡単!ボクでもできる!金曜日                             | きのことほうれん草のバター醤油パスタ                                                         | 2023年01月13日 |                                             |
| 201  | ホクッ?トロ〜?食感楽しむ長芋                             | 長芋のとろとろ焼き                                                                           | 2023年01月16日 |                                             |
| 202  | 外食気分!たまにはお洒落な鶏肉                            | 鶏ときのこのさっぱりソテー                                                                   | 2023年01月17日 |                                             |
| 203  | いろいろ使える!今が旬の菜の花                            | 厚揚げと菜の花の煮込み                                                                       | 2023年01月18日 |                                             |
| 204  | ぽっかぽか!冬のジンジャー祭り                            | 生姜とキノコのにゅうめん                                                                     | 2023年01月19日 |                                             |
| 205  | 超簡単!ボクでもできる!金曜日                             | 食パンで!本気の肉まん                                                                        | 2023年01月20日 |                                             |
| 206  | ひと手間で美味しく!今が旬牡蠣                            | かきフライ                                                                                   | 2023年01月23日 |                                             |
| 207  | メインになる!漬け物アレンジ                              | 野沢菜と大豆の煮込み麺                                                                       | 2023年01月24日 |                                             |
| 208  | もっともっと鍋のバリエーション                           | シャキシャキ野菜の豚しゃぶ                                                                   | 2023年01月25日 |                                             |
| 209  | スッキリあまりがちな野菜で一品                           | 魚肉ソーセージのホットサラダ                                                                 | 2023年01月26日 |                                             |
| 210  | 超簡単!ボクでもできる!金曜日                             | こんがりチキンのレモンクリームソース                                                         | 2023年01月27日 |                                             |
| 211  | 簡単美味しいちゃちゃっとおかず                           | 豚肉とトマトの炒めもの                                                                       | 2023年01月30日 |                                             |
| 212  | マンネリ打破!地味うま!副菜                               | ソーセージと切り干しの炒め煮                                                                 | 2023年01月31日 |                                             |
| 213  | 寒さ吹き飛ばせ!にんにく料理                              | かきのガーリック風味                                                                         | 2023年02月01日 |                                             |
| 214  | 今が旬!小松菜本領発揮メニュー                            | 小松菜と卵の炒め煮                                                                           | 2023年02月02日 |                                             |
| 215  | 超簡単!ボクでもできる!金曜日                             | 大豆の甘辛肉そぼろ                                                                           | 2023年02月03日 |                                             |
| 216  | ゲン担ぎも大事!受験生頑張れ!                             | れんこんのカレーきんぴら                                                                     | 2023年02月06日 |                                             |
| 217  | おいしさ再発見!セロリ絶品料理                            | 鶏とセロリの炒めもの                                                                         | 2023年02月07日 |                                             |
| 218  | 使い分け知りたい!豚肉いろいろ                            | 豚肉のピザ仕立て                                                                             | 2023年02月08日 |                                             |
| 219  | 上手に巻きたい巻きのDAIGO                                | だし巻き玉子                                                                                 | 2023年02月09日 |                                             |
| 220  | 超簡単!ボクでもできる!金曜日                             | レンジでザクザクブラウニー                                                                   | 2023年02月10日 |                                             |
| 221  | チョコもいいけど…今月のカレー                            | ほうれん草カレー                                                                             | 2023年02月13日 |                                             |
| 222  | ジャリッとしないあさりと蛤                               | あさりうどん                                                                                 | 2023年02月14日 |                                             |
| 223  | 今が旬!ブロッコリーが主役一品                            | 豚ヒレとブロッコリーの炒めもの                                                               | 2023年02月15日 |                                             |
| 224  | しっかりおかず!豆腐でごちそう                            | 豆腐のロールポーク                                                                           | 2023年02月16日 |                                             |
| 225  | 超簡単!ボクでもできる!金曜日                             | 大豆ミートと野菜のうま塩炒め                                                                 | 2023年02月17日 |                                             |
| 226  | もっと上手になりたいチャーハン                           | 海老炒飯                                                                                     | 2023年02月20日 |                                             |
| 227  | 我が家の秘伝にしたい!万能ダレ                            | 鶏の照り焼き                                                                                 | 2023年02月21日 |                                             |
| 228  | 2月22日はフーフーアツアツ料理                            | きのこと海老のアヒージョ                                                                     | 2023年02月22日 |                                             |
| 229  | 免疫力もUP!発酵食品を料理に                              | 甘酒煮込み麺                                                                                 | 2023年02月23日 |                                             |
| 230  | 超簡単!ボクでもできる!金曜日                             | カリカリチキンのハニーマスタード                                                             | 2023年02月24日 |                                             |
| 231  | 美味しい主菜に!ツナがあれば!                             | たらのツナあんかけ                                                                           | 2023年02月27日 |                                             |
| 232  | シャキシャキ!食卓支えるもやし                            | もやしと卵の炒めもの                                                                         | 2023年02月28日 |                                             |
| 233  | 春の味覚!味噌汁以外のわかめ                              | アサリとわかめのパスタ                                                                       | 2023年03月01日 |                                             |
| 234  | たまにはお家でも!春はあげもの                            | いかの天ぷら                                                                                 | 2023年03月02日 |                                             |
| 235  | 超簡単!ボクでもできる!金曜日                             | 甘辛肉ちらし                                                                                 | 2023年03月03日 |                                             |
| 236  | 色々おめでとう!お祝いの一品                              | コールドビーフ                                                                               | 2023年03月06日 |                                             |
| 237  | あると便利!具だくさんのスープ                            | 豚肉の沢煮汁                                                                                 | 2023年03月07日 |                                             |
| 238  | 1玉も余裕!?キャベツたっぷり                              | キャベツと豚肉のアーリオ・オーリオ                                                           | 2023年03月08日 |                                             |
| 239  | 今が旬!ホタテ存分に楽しむ一品                            | なすとホタテの重ね焼き                                                                       | 2023年03月09日 |                                             |
| 240  | 超簡単!ボクでもできる!金曜日                             | 生ハムとキャベツのペンネ                                                                     | 2023年03月10日 |                                             |
| 241  | もうすぐ来る…春休みの昼ごはん                            | 親子丼                                                                                       | 2023年03月13日 |                                             |
| 242  | 栄養ギュッと!高野豆腐のおかず                            | 手羽と高野豆腐の醤油煮込み                                                                   | 2023年03月14日 |                                             |
| 243  | ボリューム満点!ひき肉大活躍!                             | ジューシーメンチカツ                                                                         | 2023年03月15日 |                                             |
| 244  | 食卓が華やぐ!お刺身アレンジ                              | サーモンのねぎ山椒ソース                                                                     | 2023年03月16日 |                                             |
| 245  | 超簡単!ボクでもできる!金曜日                             | ハッシュドオニオンチーズ                                                                     | 2023年03月17日 |                                             |
| 246  | 思い出して!梅干しを使おう!                               | 手羽の煮込み梅風味                                                                           | 2023年03月20日 |                                             |
| 247  | 祝日のお昼にも最適!パパっと麺                            | 焼き味噌うどん                                                                               | 2023年03月21日 |                                             |
| 248  | 胃をいたわって…消化にいい料理                            | ※「大下容子ワイド!スクランブル 侍ジャパン14年ぶりのWBC王座奪還おめでとう！」の放送により休止 | 2023年03月22日 | [ 41 ] [ 42 ] [ 43 ]                        |
| 249  | 香り豊か!春のスパイス&ハーブ                             | マッシュルームのトマトカレー                                                                 | 2023年03月23日 |                                             |
| 250  | 超簡単!ボクでもできる!金曜日                             | 鮭じゃがのめんつゆバター                                                                     | 2023年03月24日 |                                             |
| 251  | 潜入!辻調のプロ技特別授業SP!                             | 鯛茶漬け                                                                                     | 2023年03月27日 | [ 44 ]                                      |
| 252  | 潜入!辻調のプロ技特別授業SP!                             | ローストチキン                                                                               | 2023年03月28日 | [ 45 ]                                      |
| 253  | 潜入!辻調のプロ技特別授業SP!                             | 豚バラと玉ねぎの炒飯                                                                         | 2023年03月29日 | [ 46 ]                                      |
| 254  | 潜入!辻調のプロ技特別授業SP!                             | 握り寿司                                                                                     | 2023年03月30日 | [ 47 ]                                      |
| 255  | 潜入!辻調のプロ技特別授業SP!                             | 豚キムチ豆腐                                                                                 | 2023年03月31日 | [ 48 ]                                      |

### 2023年度
| 話数 | タイトル                        | 料理名                                                             | 初放送日       | 出典                   |
| ---- | ------------------------------- | ------------------------------------------------------------------ | -------------- | ---------------------- |
| 256  | 1年前に習った料理に1人で挑戦    | ジャガイモと玉ねぎのピリ辛炒め                                     | 2023年04月03日 |                        |
| 257  | 1年前に習った料理に1人で挑戦    | 鮭のバターポン酢                                                   | 2023年04月04日 |                        |
| 258  | 1年前に習った料理に1人で挑戦    | コーンクリームカレー                                               | 2023年04月05日 |                        |
| 259  | 1年前に習った料理に1人で挑戦    | 鮭と明太子の玉子焼き                                               | 2023年04月06日 |                        |
| 260  | 1年前に習った料理に1人で挑戦    | やわらかチーズハンバーグ                                           | 2023年04月07日 |                        |
| 261  | 初めてでも簡単!おいしい新生活   | 桜えびとアスパラのスパゲッティ                                     | 2023年04月10日 |                        |
| 262  | 旬♪たけのこをもらったよ!        | たけのことキャベツの春巻き                                         | 2023年04月11日 |                        |
| 263  | 食べ方いろいろ!豆いろいろ       | さや豆とたこの生姜焼き                                             | 2023年04月12日 |                        |
| 264  | しっとり!鶏胸肉を美味しく!      | 鶏のカレー甘酢                                                     | 2023年04月13日 |                        |
| 265  | 超簡単!ボクでもできる!金曜日    | のりバターパスタ                                                   | 2023年04月14日 |                        |
| 266  | 美味しく食べたい新じゃが春の乱  | 新じゃがと手羽元のコーラ煮                                         | 2023年04月17日 |                        |
| 267  | レパートリー増やしたい!春の魚   | かつおの黒胡椒風味                                                 | 2023年04月18日 |                        |
| 268  | 便利な塩麹を使いこなしたい!     | 豚バラの中華風焼肉                                                 | 2023年04月19日 |                        |
| 269  | 甘くて美味しい!今が旬!新玉葱    | 新玉ハヤシライス                                                   | 2023年04月20日 |                        |
| 270  | 超簡単!ボクでもできる!金曜日    | キャベツと豚肉のもつ鍋風                                           | 2023年04月21日 |                        |
| 271  | 美味しさ再認識!ハーブがメイン   | 新緑野菜のアンチョビバター                                         | 2023年04月24日 |                        |
| 272  | 美味しいうえに消化にいい料理    | 豆腐と鶏ミンチの蒸しもの                                           | 2023年04月25日 |                        |
| 273  | 旬の食材!コウイカの絶品おかず   | ブロッコリーといかの塩昆布和え                                     | 2023年04月26日 |                        |
| 274  | 先生のイチオシ!おつまみ3品      | ミニトマトの梅酒シロップ漬け ホタテの湯引き 厚揚げのごまソース和え | 2023年04月27日 | [ 注 4 ] [ 49 ] [ 50 ] |
| 275  | 超簡単!ボクでもできる!金曜日    | 鶏とブロッコリーの旨だれ                                           | 2023年04月28日 | [ 注 5 ] [ 51 ] [ 52 ] |
| 276  | 早い!旨い!ちゃちゃっとおかず    | 豚肉の黒コショウ炒め                                               | 2023年05月01日 |                        |
| 277  | みんな好き!サンドイッチ色々     | キャベツと卵の焼きサンド                                           | 2023年05月02日 |                        |
| 278  | 簡単で美味しい!おうちスイーツ   | 豆乳ごまプリン                                                     | 2023年05月03日 |                        |
| 279  | 楽しい!みんなで包もう!餃子      | キャベツの焼き餃子                                                 | 2023年05月04日 |                        |
| 280  | 超簡単!ボクでもできる!金曜日    | 卵そぼろと照り焼きチキン弁当                                       | 2023年05月05日 |                        |
| 281  | お金使いすぎた!節約メニュー     | 豚肉のじゃが焼き                                                   | 2023年05月08日 |                        |
| 282  | ほっこり煮もの                  | なすと挽き肉の煮込み                                               | 2023年05月09日 |                        |
| 283  | 安うま!ギョニソを使った料理     | ギョニソのクリームパスタ                                           | 2023年05月10日 |                        |
| 284  | 今が旬!彩り以外のグリンピース   | 豆ご飯                                                             | 2023年05月11日 |                        |
| 285  | 超簡単!ボクでもできる!金曜日    | ハッシュドブロッコリー                                             | 2023年05月12日 |                        |
| 286  | 美味しいヨーグルトを使った料理  | ヨーグルトでさっぱりエビマヨ                                       | 2023年05月15日 |                        |
| 287  | おかずになるサラダ以外のレタス  | いかとレタスの香味ソース                                           | 2023年05月16日 |                        |
| 288  | 鉄分たっぷり!レバーを美味しく   | 鶏肝の黒こしょう煮                                                 | 2023年05月17日 |                        |
| 289  | ジャンをジャンジャン使おう!     | 鶏の香味醤                                                         | 2023年05月18日 |                        |
| 290  | 超簡単!ボクでもできる!金曜日    | スタミナ丼                                                         | 2023年05月19日 |                        |
| 291  | やる気もお金もない時の推し料理  | サバ缶の炊き込みご飯                                               | 2023年05月22日 |                        |
| 292  | 思いっきり食べたい!豚肉色々     | 豚ばらとアスパラの炒めもの                                         | 2023年05月23日 |                        |
| 293  | 先生イチオシ!大好きなスイーツ   | キャラメルプリン                                                   | 2023年05月24日 |                        |
| 294  | 大人好みのさっぱり絶品おかず    | さわやか冷しゃぶ                                                   | 2023年05月25日 |                        |
| 295  | 超簡単!ボクでもできる!金曜日    | レンジで一発！カレーうどん                                         | 2023年05月26日 |                        |
| 296  | 美味しい!主役級のこんにゃく     | しらたきの明太和え                                                 | 2023年05月29日 |                        |
| 297  | 旬の食材!アスパラガスのおかず   | アスパラのマスタードソース                                         | 2023年05月30日 |                        |
| 298  | 味わいたい旬の美味しさ初夏の魚  | イサキの辛み煮込み                                                 | 2023年05月31日 |                        |
| 299  | 今日から6月!揚げ物も衣替え      | クリスピーフライドチキン                                           | 2023年06月01日 |                        |
| 300  | 超簡単!ボクでもできる!金曜日    | 豚もやしロール                                                     | 2023年06月02日 |                        |
| 301  | あるある?去年の素麺がまだある   | トマトにゅうめん                                                   | 2023年06月05日 |                        |
| 302  | オイスターソースを使ったおかず  | スペアリブのオーブン焼き                                           | 2023年06月06日 |                        |
| 303  | ムシムシする日のエスニック料理  | 牛肉のエスニック風焼きしゃぶ                                       | 2023年06月07日 |                        |
| 304  | 覚えて便利!ひじきをおいしく     | ツナとひじきのうま煮                                               | 2023年06月08日 |                        |
| 305  | 超簡単!ボクでもできる!金曜日    | 白身魚のたれバター                                                 | 2023年06月09日 |                        |
| 306  | おもてなし♪かたまり肉でご馳走   | ローストポーク                                                     | 2023年06月12日 |                        |
| 307  | 今年もキタ!冷麺はじめました     | めかぶの冷麺                                                       | 2023年06月13日 |                        |
| 308  | シン厚揚げのボリュームおかず    | 厚揚げと豚肉の卵とじ                                               | 2023年06月14日 |                        |
| 309  | 旬の味わい!しょうがが決め手     | 新生姜のチャーハン                                                 | 2023年06月15日 |                        |
| 310  | 超簡単!ボクでもできる!金曜日    | カルボチキン                                                       | 2023年06月16日 |                        |
| 311  | おしゃれ!いつもと違うパスタ     | あじの冷たいスパゲッティ                                           | 2023年06月19日 |                        |
| 312  | たっぷり味わう!旬とうもろこし   | 焼きとうもろこしご飯                                               | 2023年06月20日 |                        |
| 313  | 美味しく上手に使おう!きくらげ   | 八宝菜                                                             | 2023年06月21日 |                        |
| 314  | もっと活用!ピーマン&パプリカ    | パプリカの彩りマリネ                                               | 2023年06月22日 |                        |
| 315  | 超簡単!ボクでもできる!金曜日    | かぼちゃそぼろのマヨソース                                         | 2023年06月23日 |                        |
| 316  | できる?1年ぶりにイカを捌こう    | いかのわた焼き                                                     | 2023年06月26日 |                        |
| 317  | 一皿でバランスOK!おかずサラダ   | 牛肉とアボカドのサラダ                                             | 2023年06月27日 |                        |
| 318  | イチオシ!土鍋ごはん&おむすび    | 土鍋ごはんからのおむすび                                           | 2023年06月28日 |                        |
| 319  | 目指せ美ボディ!夏野菜のスープ   | ゴロゴロ夏野菜のトマトスープ                                       | 2023年06月29日 |                        |
| 320  | 超簡単!ボクでもできる!金曜日    | 練りごま不要！担々麺                                               | 2023年06月30日 |                        |
| 321  | 七味の日!ピリッと七味きかせて   | 海老風味の七味ポテト                                               | 2023年07月03日 |                        |
| 322  | 夏バテ予防にも!夏の豆いろいろ   | トウモロコシと枝豆の炒めもの                                       | 2023年07月04日 |                        |
| 323  | やっぱり好き夏に食べたいカレー  | なすときのこのキーマカレー                                         | 2023年07月05日 |                        |
| 324  | 今が旬!ズッキーニ使ったおかず   | ズッキーニと海老のスパゲッティ                                     | 2023年07月06日 |                        |
| 325  | 超簡単!ボクでもできる!金曜日    | 甘辛カリカリチキン                                                 | 2023年07月07日 |                        |
| 326  | 暑さを乗り切れ!ネバネバ食材     | ねばとろマーボー春雨                                               | 2023年07月10日 |                        |
| 326  | 今が旬!冬瓜を美味しく食べたい   | 冬瓜とツナのうま煮                                                 | 2023年07月11日 |                        |
| 327  | 実践ナイフを使って食べたい料理  | 豚肉のぷりぷりハンバーグ                                           | 2023年07月12日 |                        |
| 328  | めんつゆ以外のアレンジそうめん  | 冷やし梅そうめん                                                   | 2023年07月13日 |                        |
| 329  | 超簡単!ボクでもできる!金曜日    | ひき肉ピーマンライス                                               | 2023年07月14日 |                        |
| 330  | 先生イチオシ!骨付き鶏の油淋鶏   | 骨付き鶏の油淋鶏（ユーリンチー）                                   | 2023年07月17日 |                        |
| 331  | 美味しく食べて血液サラサラ!     | 焼きサバのマリネ                                                   | 2023年07月18日 |                        |
| 332  | 夕食にもイケる!お弁当のおかず   | 豚肉の生姜焼きロール                                               | 2023年07月19日 |                        |
| 333  | 身近だけど…日持ちしないニラ     | ニラまんじゅう                                                     | 2023年07月20日 |                        |
| 334  | 超簡単!ボクでもできる!金曜日    | とんこつラーメン風スープ                                           | 2023年07月21日 |                        |
| 335  | 誰でもパパッと!夏休みの昼ご飯   | タコライス                                                         | 2023年07月24日 |                        |
| 336  | あれ?美味しい…今が旬!ゴーヤ     | 夏のかき揚げ                                                       | 2023年07月25日 |                        |
| 337  | ヘルシーなのにボリューム満点!   | ネギトロハンバーグ                                                 | 2023年07月26日 |                        |
| 338  | アレンジ多数!キムチ使い切ろう   | キムチ水餃子                                                       | 2023年07月27日 |                        |
| 339  | 超簡単!ボクでもできる!金曜日    | うなぎ茶漬け                                                       | 2023年07月28日 |                        |
| 340  | サッと作れて美味しい冷たい麺    | 夏野菜のぶっかけそば                                               | 2023年07月31日 |                        |
| 341  | 暑さに負けないスタミナメニュー  | 豚バラ肉の辛み炒め                                                 | 2023年08月01日 |                        |
| 342  | 8月2日は…ハーブでイメチェン!    | 豚肉とジャガイモのバジル風味                                       | 2023年08月02日 |                        |
| 343  | 1年ぶり?今が旬!太刀魚を使って   | 太刀魚の梅おろし煮                                                 | 2023年08月03日 |                        |
| 344  | 超簡単!ボクでもできる!金曜日    | よだれアボカド なすの中華風 レストランのトマトサラダ               | 2023年08月04日 |                        |
| 345  | たっぷり使いたい薬味でさっぱり  | なすと鶏の香味和え                                                 | 2023年08月07日 |                        |
| 346  | 今が旬トマト&きゅうりのおかず   | ハムのフレッシュ・トマトソース                                     | 2023年08月08日 |                        |
| 347  | お子さまごめん!夏こそピリ辛!    | 豚肉のピリ辛麺                                                     | 2023年08月09日 |                        |
| 348  | お盆だよ家族が集まった時の料理  | アレンジ手巻き寿司                                                 | 2023年08月10日 |                        |
| 349  | 超簡単!ボクでもできる!金曜日    | レンジでわらび餅風                                                 | 2023年08月11日 |                        |
| 350  | 冷房が欠かせない夏こそ生姜!     | ジンジャーシュリンプカレー                                         | 2023年08月14日 |                        |
| 351  | きょうは刺身の日!刺身アレンジ   | 鮭のわさびドレッシング                                             | 2023年08月15日 |                        |
| 352  | お盆休みに散財…お手頃なお肉!    | ナスの肉味噌炒め                                                   | 2023年08月16日 |                        |
| 353  | なめこのポテンシャル生かしたい  | とろろすり流しそば                                                 | 2023年08月17日 |                        |
| 354  | 超簡単!ボクでもできる!金曜日    | レンジで納豆チャーハン風                                           | 2023年08月18日 |                        |
| 355  | たっぷり使いたい!人参が主役     | にんじんとゴボウの炒めもの                                         | 2023年08月21日 |                        |
| 356  | サッと絶品!平日のお祝いごはん   | 牛肉の混ぜずし                                                     | 2023年08月22日 |                        |
| 357  | 味がバシッと決まるソース活用術  | ウスターソースの酢豚                                               | 2023年08月23日 |                        |
| 358  | ガッツリ食べよう!手羽元の一品   | 鶏のヴィネガー風味                                                 | 2023年08月24日 |                        |
| 359  | 超簡単!ボクでもできる!金曜日    | チキンラーメン＆ツナマヨピーマン                                   | 2023年08月25日 |                        |
| 360  | 美味しくて家計に優しい!いわし   | イワシのごま照り焼き                                               | 2023年08月28日 |                        |
| 361  | 忙しい時のチャチャっと炒めもの  | 鶏とかぼちゃの炒めもの                                             | 2023年08月29日 |                        |
| 362  | 先生のイチオシ手作りマヨネーズ  | たことジャガイモの手作りマヨネーズ和え                             | 2023年08月30日 |                        |
| 363  | 美味しく健康的に野菜を食べよう  | 蒸しなす                                                           | 2023年08月31日 |                        |
| 364  | 超簡単!ボクでもできる!金曜日    | キウイのスコップケーキ                                             | 2023年09月01日 |                        |
| 365  | もっとアボカド美味しく食べたい  | サーモンとアボカドのサンドイッチ                                   | 2023年09月04日 |                        |
| 366  | ガツンと旨い!ご飯が進むおかず   | 鶏もも肉の味噌炒め                                                 | 2023年09月05日 |                        |
| 367  | もう困らない!上手に使おう乾物   | 切り干し大根のきんぴら                                             | 2023年09月06日 |                        |
| 368  | 秋に食べたい炊き込みご飯バリエ  | さつまいもの炊き込みピラフ                                         | 2023年09月07日 |                        |
| 369  | 超簡単!ボクでもできる!金曜日    | 肉団子のトマト煮                                                   | 2023年09月08日 |                        |
| 370  | どうすれば?バルサミコ酢使い方   | 豚肉のバルサミコソテー                                             | 2023年09月11日 |                        |
| 371  | ご飯も進む!財布にやさしい手羽   | 手羽と舞茸のしょうが焼き                                           | 2023年09月12日 |                        |
| 372  | 季節の美味しいもの!里芋おかず   | 里芋のねぎ油煮込み                                                 | 2023年09月13日 |                        |
| 373  | 旬の食材と味わう!秋パスタ祭り   | 鮭とセロリのパスタ                                                 | 2023年09月14日 |                        |
| 374  | 超簡単!ボクでもできる!金曜日    | 混ぜカレー                                                         | 2023年09月15日 |                        |
| 375  | 簡単おいしい!しいたけたっぷり   | 焼きしいたけのそぼろ炒め                                           | 2023年09月18日 |                        |
| 376  | 使いこなせ!煮物以外のかぼちゃ   | パンプキンディップ                                                 | 2023年09月19日 |                        |
| 377  | 何でも使える!チンゲン菜の一品   | チンゲン菜と豚肉のサラダ                                           | 2023年09月20日 |                        |
| 378  | コレステロールが気になったら…   | いわしの団子汁                                                     | 2023年09月21日 |                        |
| 379  | 超簡単!ボクでもできる!金曜日    | 豚こまとじゃがいもの塩ダレ炒め                                     | 2023年09月22日 |                        |
| 380  | コツを吸収!旨みも吸収!春雨      | 挽肉と春雨の炒めもの                                               | 2023年09月25日 |                        |
| 381  | 先生イチオシ!絶品!鯛のあら煮    | 鯛のあら煮                                                         | 2023年09月26日 |                        |
| 382  | 旬の魚!鮭&サーモンのおかず      | はんぺんとサケのカツレツ                                           | 2023年09月27日 |                        |
| 383  | 使ってみよう!紹興酒香るおかず   | 豚バラの紹興酒煮込み                                               | 2023年09月28日 |                        |
| 384  | 超簡単!ボクでもできる!金曜日    | ハッシュドなす                                                     | 2023年09月29日 |                        |
| 385  | おかずになる!豆腐をおいしく!    | 豆腐ときのこのさっと煮                                             | 2023年10月02日 |                        |
| 386  | 上手に使おう!冷凍食品アレンジ   | シーフードのオムライス風                                           | 2023年10月03日 |                        |
| 387  | 年中食べてる!?秋も揚げもの2023  | カレー風味の揚げ餃子                                               | 2023年10月04日 |                        |
| 388  | 食べたい季節!グラタン&ドリア    | じゃがいもとソーセージのグラタン                                   | 2023年10月05日 |                        |
| 389  | 超簡単!ボクでもできる!金曜日    | 冷製アボカドクリームうどん                                         | 2023年10月06日 |                        |
| 390  | 鶏肉プリプリ!かしわのすき焼き   | かしわのすき焼き                                                   | 2023年10月09日 | [ 注 6 ] [ 53 ]        |
| 391  | 旨み凝縮!大和丸ナスのカポナータ | 大和丸ナスのカポナータ                                             | 2023年10月10日 | [ 注 6 ] [ 53 ]        |
| 392  | ご飯がすすむ!牛肉の辛み煮込み   | 牛肉の辛み煮込み                                                   | 2023年10月11日 | [ 注 6 ] [ 53 ]        |
| 393  | 旬のフルーツで作る!柿の白和え   | 柿の白和え                                                         | 2023年10月12日 | [ 注 6 ] [ 53 ]        |
| 394  | 簡単レンジでとろとろ豚バラ白菜  | レンジでとろとろ豚バラ白菜                                         | 2023年10月13日 | [ 注 6 ] [ 53 ]        |
| 395  | 覚えたい!包丁練習にもなる料理   | 根菜のとろろ汁                                                     | 2023年10月16日 | [ 注 7 ] [ 54 ]        |
| 396  | おいしい焼きそばを作りたい!     | 焼豚のしょうゆ焼きそば                                             | 2023年10月17日 | [ 注 7 ] [ 54 ]        |
| 397  | 奥深い…カレー作りを極めたい     | 無水チキンカレー                                                   | 2023年10月18日 | [ 注 7 ] [ 54 ]        |
| 398  | 簡単なのに美味しい豚バラ料理    | 山椒風味の焼き豚                                                   | 2023年10月19日 | [ 注 7 ] [ 54 ]        |
| 399  | 超簡単!ボクでもできる!金曜日    | レジ横チキン                                                       | 2023年10月20日 | [ 注 7 ] [ 54 ]        |
| 400  | 旨い!テンション上がる魚料理     | かれいのアクアパッツァ                                             | 2023年10月23日 |                        |
| 401  | 物価高の日本…安くても大満足!    | 厚揚げと舞茸の煮込み                                               | 2023年10月24日 |                        |
| 402  | 箸が止まらない!新米進むおかず   | 豚肉の味噌焼き                                                     | 2023年10月25日 |                        |
| 403  | 必見!生春巻きをマスターしたい   | まぐろの生春巻き                                                   | 2023年10月26日 |                        |
| 404  | 超簡単!ボクでもできる!金曜日    | とろとろサムゲタン風スープ                                         | 2023年10月27日 | [ 注 8 ] [ 55 ]        |
| 405  | たっぷり葉物野菜の美味しい一品  | 小松菜の炒め煮                                                     | 2023年10月30日 |                        |
| 406  | 旬の美味しさ!栗を使った料理     | 栗と豚肉のパスタ                                                   | 2023年10月31日 |                        |
| 407  | ボリュームおかず!芋いろいろ     | さつま芋のそぼろあん                                               | 2023年11月01日 |                        |
| 408  | 意外とカンタンあったか蒸し料理  | 手羽と白菜の蒸しもの                                               | 2023年11月02日 |                        |
| 409  | 超簡単!ボクでもできる!金曜日    | 白菜と豚バラのクリーム煮                                           | 2023年11月03日 |                        |
| 410  | 今が旬!さばの美味しさを楽しむ   | さばのベネチア風                                                   | 2023年11月06日 |                        |
| 411  | ボリューム満点!鶏肉があれば!    | 鶏のガーリック焼き                                                 | 2023年11月07日 |                        |
| 412  | たまには…きんぴら以外のごぼう   | ジャガイモとごぼうのカルボナーラ風                                 | 2023年11月08日 |                        |
| 413  | 栄養満点!今年も鍋はじめました!  | きのこのうどん鍋                                                   | 2023年11月09日 |                        |
| 414  | 超簡単!ボクでもできる!金曜日    | 鶏とさつま芋の照り塩バター                                         | 2023年11月10日 |                        |
| 415  | 今が旬!美味しくカブ味わう一品   | かぶの柚子味噌焼き                                                 | 2023年11月13日 |                        |
| 416  | パリパリの春巻きを作りたい!     | 豚挽き肉ともやしの春巻き                                           | 2023年11月14日 |                        |
| 417  | 七五三!子どもが喜ぶメニュー     | コーンクレープ                                                     | 2023年11月15日 |                        |
| 418  | メインに!炊き込み&混ぜご飯      | 焼肉の炊き込みご飯                                                 | 2023年11月16日 |                        |
| 419  | 超簡単!ボクでもできる!金曜日    | 6Pチーズインじゃがいも                                             | 2023年11月17日 |                        |
| 420  | 今が旬!春菊美味しく味わう一品   | 春菊のパスタ                                                       | 2023年11月20日 |                        |
| 421  | 上手に使おう!お酢でさっぱり!    | 中華風ピクルス                                                     | 2023年11月21日 |                        |
| 422  | いい夫婦の日フーフー食べる料理  | 焼き麩のオニオンスープ                                             | 2023年11月22日 |                        |
| 423  | お疲れ気味のカラダ労わるごはん  | 豚肉とちくわの粕汁                                                 | 2023年11月23日 |                        |
| 424  | 超簡単!ボクでもできる!金曜日    | カルボナーラ炒飯                                                   | 2023年11月24日 |                        |
| 425  | ワンパターンになりがちな餃子    | ブロッコリーのギョーザ                                             | 2023年11月27日 |                        |
| 426  | どうする?カリフラワーのおかず   | カリフラワーのツナマヨ焼き                                         | 2023年11月28日 |                        |
| 427  | たまには食べたい!いい肉使って   | 中華風ペッパー・ステーキ                                           | 2023年11月29日 |                        |
| 428  | 心のゆとり作っておこう!常備菜   | さつま芋のきんぴら                                                 | 2023年11月30日 |                        |
| 429  | 超簡単!ボクでもできる!金曜日    | タラとベーコンのマヨしゅうゆ                                       | 2023年12月01日 |                        |
| 430  | 簡単美味しいチャチャっとおかず  | 豚肉と長ねぎの炒めもの                                             | 2023年12月04日 |                        |
| 431  | 美味しい季節!白菜を使い切ろう   | 白菜と挽肉のミルフィーユ                                           | 2023年12月05日 |                        |
| 432  | 健康第一!減塩でも美味しく!      | 豚しゃぶのとろろみぞれ                                             | 2023年12月06日 |                        |
| 433  | 今が旬!ぶりを美味しく味わう     | タンドリーブリ                                                     | 2023年12月07日 |                        |
| 434  | 超簡単!ボクでもできる!金曜日    | ふろふき大根のそぼろあん                                           | 2023年12月08日 |                        |
| 435  | 頑張る!揚げ物上手になりたい!    | ちくわの天ぷら                                                     | 2023年12月11日 |                        |
| 436  | 使ってみよう爽やか柑橘じゃばら  | サーモンのじゃばら蒸し                                             | 2023年12月12日 |                        |
| 437  | メインおかずささみをおいしく!   | ささみ明太ハンバーグ                                               | 2023年12月13日 |                        |
| 438  | ポカポカ美味しい冬のあったか麺  | 北京風あんかけ麺                                                   | 2023年12月14日 |                        |
| 439  | 超簡単!ボクでもできる!金曜日    | 豚バラとねぎのグラタン                                             | 2023年12月15日 |                        |
| 440  | たまには厚切り豚ロースで大満足  | 中華風とんかつ                                                     | 2023年12月18日 |                        |
| 441  | たっぷり使ってキャベツを味わう  | 豚肉とキャベツのスープ                                             | 2023年12月19日 |                        |
| 442  | サッと作れる!師走の簡単ごはん   | 糸こんにゃくの柚子こしょう煮                                       | 2023年12月20日 |                        |
| 443  | チキン以外でクリスマスごちそう  | ミートローフ                                                       | 2023年12月21日 |                        |
| 444  | 超簡単!ボクでもできる!金曜日    | 照り照り骨付きチキン                                               | 2023年12月22日 |                        |
| 445  | 食卓が華やぐ!ごちそうサラダ     | 鮭の中華風サラダ                                                   | 2023年12月25日 |                        |
| 446  | 年末おうちの食材使い切りおかず  | お好み焼き                                                         | 2023年12月26日 |                        |
| 447  | しっかりおかずにも!お酒のお供   | ツナのリエット                                                     | 2023年12月27日 |                        |
| 448  | お鍋を囲んでみんなで忘年会です  | シャキシャキ野菜の豚しゃぶ DAIGO家バージョン                       | 2023年12月28日 |                        |
| 449  | 先生のイチオシ!ソース焼きそば   | ソース焼きそば                                                     | 2024年01月04日 |                        |
| 450  | 超簡単!ボクでもできる!金曜日    | レンジでクリーミーチキンカレー                                     | 2024年01月05日 |                        |
| 451  | 食卓華やぐ!アツアツがうまい!    | ラザニア                                                           | 2024年01月08日 |                        |
| 452  | 煮物以外で楽しむ!根菜いろいろ   | すいとん根菜汁                                                     | 2024年01月09日 |                        |
| 453  | コツを押さえておいしく貧血予防  | 鶏モツの香辛料煮                                                   | 2024年01月10日 |                        |
| 454  | メインになるチャチャっとおかず  | なすのピカタ                                                       | 2024年01月11日 |                        |
| 455  | 超簡単!ボクでもできる!金曜日    | 豚塩だれおろしうどん                                               | 2024年01月12日 |                        |
| 456  | 元気の源!ガッツリ系のおかず     | 鶏のチーズ照り焼き                                                 | 2024年01月15日 |                        |
| 457  | 寒くなる季節体を芯から温めよう  | 鮭ともずくの酸辣スープ                                             | 2024年01月16日 |                        |
| 458  | 巻きでヨロシク巻きのDAIGO       | ロールキャベツ                                                     | 2024年01月17日 |                        |
| 459  | 揚げ物以外で楽しむ!今が旬かき   | かきのポン酢浸し                                                   | 2024年01月18日 |                        |
| 460  | 超簡単!ボクでもできる!金曜日    | 豚こまともやしのガーリックバターしょうゆ                           | 2024年01月19日 |                        |
| 461  | プリッと美味しく!海老を味わう   | 海老の花椒炒め                                                     | 2024年01月22日 |                        |
| 462  | 光熱費も節約!短時間で煮込み風   | かれいのさっと煮                                                   | 2024年01月23日 |                        |
| 463  | パワー!ハッ!高たんぱく低脂質    | 鶏肉とねぎの強火炒め                                               | 2024年01月24日 |                        |
| 464  | 今が旬!ほうれん草を美味しく!    | ほうれん草のグラタン                                               | 2024年01月25日 |                        |
| 465  | 超簡単!ボクでもできる!金曜日    | ハッシュド餅ベーコンチーズ                                         | 2024年01月26日 |                        |
| 466  | 味わい深い!具だくさんのスープ   | 田舎風ミネストローネ                                               | 2024年01月29日 |                        |
| 467  | バリエーション豊かなご飯もの    | 鶏とごぼうの炊き込みごはん                                         | 2024年01月30日 |                        |
| 468  | 鬼は外!美味しく大豆を使おう!    | 大豆の春巻き                                                       | 2024年01月31日 |                        |
| 469  | 先生のイチオシ!ミートソース     | 手作りミートソースのパスタ                                         | 2024年02月01日 |                        |
| 470  | 超簡単!ボクでもできる!金曜日    | 蒸し器不要！茶碗蒸し                                               | 2024年02月02日 |                        |
| 471  | レパートリー増やしたい!冬の魚   | たらの柚香蒸し                                                     | 2024年02月05日 |                        |
| 472  | 使いこなせ!!醤をジャンジャン    | セロリの回鍋肉                                                     | 2024年02月06日 |                        |
| 473  | オシャレな一品!煮物以外の里芋   | イカと里芋のチャウダー                                             | 2024年02月07日 |                        |
| 474  | 安くて美味しい!使える!油揚げ    | 油揚げののし焼き                                                   | 2024年02月08日 |                        |
| 475  | 超簡単!ボクでもできる!金曜日    | レンジで濃厚ガトーショコラ風                                       | 2024年02月09日 |                        |
| 476  | 子どもも喜ぶ!豆腐でメイン一品   | 広東風麻婆豆腐                                                     | 2024年02月12日 |                        |
| 477  | 鍋以外!春菊のバリエーション     | 春菊と長ねぎのクリーム煮                                           | 2024年02月13日 |                        |
| 478  | 今日はチョコより煮干しの日♪     | 煮干しのピリ辛煮麺                                                 | 2024年02月14日 |                        |
| 479  | さっと作れる!ご飯進む炒めもの   | 牛肉とニラの炒めもの                                               | 2024年02月15日 |                        |
| 480  | 超簡単!ボクでもできる!金曜日    | ブロッコリーのくたくたパスタ                                       | 2024年02月16日 |                        |
| 481  | バリエーション豊か!貝を味わう   | クラムチャウダー                                                   | 2024年02月19日 |                        |
| 482  | ご飯がすすむ〜!豚肉いろいろ     | 豚肉の花椒焼き                                                     | 2024年02月20日 |                        |
| 483  | おかずに使いたい!漬物アレンジ   | とろ～り！キムチ肉じゃが                                           | 2024年02月21日 |                        |
| 484  | 今が旬!菜の花が美味しい一品     | 小いかと菜の花のパスタ                                             | 2024年02月22日 |                        |
| 485  | 超簡単!ボクでもできる!金曜日    | レンジで鶏のネギ酢だれ                                             | 2024年02月23日 |                        |
| 486  | 心も体も温まる!大根アレンジ!    | もちっと豚だいこん                                                 | 2024年02月26日 |                        |
| 487  | サッと作れる一品!ツナがあれば   | 白菜とツナのスープ                                                 | 2024年02月27日 |                        |
| 488  | 具だくさんほっこりおかゆ&雑炊   | カキのおかゆ鍋                                                     | 2024年02月28日 |                        |
| 489  | 4年に1度のニンニクの日の一品    | 豚肉のガーリック炒め                                               | 2024年02月29日 |                        |
| 490  | 超簡単!ボクでもできる!金曜日    | 鶏むね肉でポップコーンチキン                                       | 2024年03月01日 |                        |
| 491  | 大好き!久しぶりにチャーハン!    | カレーチャーハン                                                   | 2024年03月04日 |                        |
| 492  | 料理にも◎!余ったジャムを活用    | 豚肉の甘酸っぱいマスタードソース                                   | 2024年03月05日 |                        |
| 493  | こういうのもいい!地味うま副菜   | 筍とぜんまいのうま煮                                               | 2024年03月06日 |                        |
| 494  | 昇格おめでとう!ブロッコリー     | 豚肉とブロッコリーの黒酢和え                                       | 2024年03月07日 |                        |
| 495  | 超簡単!ボクでもできる!金曜日    | サバ缶豆腐ハンバーグ                                               | 2024年03月08日 |                        |
| 496  | 気分上がる!春の香りをいかして   | ハーブでマリネしたポークステーキ                                   | 2024年03月11日 |                        |
| 497  | 安く美味しく!サイフに優しい!    | 卵とトマトの炒めもの                                               | 2024年03月12日 |                        |
| 498  | とろみがいい!もずくを使って!    | もずくにゅうめん                                                   | 2024年03月13日 |                        |
| 499  | 余ってる?揚げ物以外でパン粉を   | あじのレモンパン粉焼き                                             | 2024年03月14日 |                        |
| 500  | 超簡単!ボクでもできる!金曜日    | レンジで蒸し鶏のピリ辛だれ                                         | 2024年03月15日 |                        |
| 501  | 先生のイチオシ!絶品!豚の角煮    | 豚の角煮                                                           | 2024年03月18日 |                        |
| 502  | 安くて美味しい!厚揚げでメイン   | 豚バラと厚揚げのオイスター炒め                                     | 2024年03月19日 |                        |
| 503  | いろいろおめでとう!お祝い一皿   | ぜいたくな鯛めし                                                   | 2024年03月20日 |                        |
| 504  | サッと美味しく!春休み昼ごはん   | カルボナーラ                                                       | 2024年03月21日 |                        |
| 505  | 超簡単!ボクでもできる!金曜日    | 担々大根                                                           | 2024年03月22日 |                        |
| 506  | もっと使いたい!しらすのおかず   | ズッキーニとしらすのオープンオムレツ                               | 2024年03月25日 |                        |
| 507  | いろいろ使える!白みその活用法   | 豆腐のたらこクリーム煮                                             | 2024年03月26日 |                        |
| 508  | 旬の美味しさ味わう!春キャベツ   | 春キャベツの辛み炒め                                               | 2024年03月27日 |                        |
| 509  | 味も香りも美味しい!しょうが     | 手羽のジンジャーソテー                                             | 2024年03月28日 |                        |
| 510  | 超簡単!ボクでもできる!金曜日    | 豚と白菜のみそバター                                               | 2024年03月29日 |                        |

### 2024年度
| 話数 | タイトル                                                              | 料理名                                                | 初放送日                           | 出典                                  |
| ---- | --------------------------------------------------------------------- | ----------------------------------------------------- | ---------------------------------- | ------------------------------------- |
| 511  | 違いがわかる!マグロの漬け丼                                           | マグロの漬け丼                                        | 2024年04月01日                     | [ 注 9 ] [ 56 ] [ 57 ]                |
| 512  | 違いがわかる!チキンカツレツ                                           | チキンカツレツ                                        | 2024年04月02日                     | [ 注 9 ] [ 56 ] [ 57 ]                |
| 513  | 違いがわかる!肉と野菜の炒め方                                         | 豚肉とピーマンの酸辣炒め                              | 2024年04月03日                     | [ 注 9 ] [ 56 ] [ 57 ]                |
| 514  | 違いがわかる!だしの使い分け                                           | 豆腐となめこの味噌汁                                  | 2024年04月04日                     | [ 注 9 ] [ 56 ] [ 57 ]                |
| 515  | まさに万能!マヨレモンソース                                           | 鶏のマヨレモンソース たいのマヨレモンソース           | 2024年04月05日                     |                                       |
| 516  | もっと使いたいスナップエンドウ                                        | たっぷり野菜のベーコン和え                            | 2024年04月08日                     |                                       |
| 517  | 旬の美味しさ!たけのこを楽しむ                                         | 春の炊き込みごはん                                    | 2024年04月09日                     |                                       |
| 518  | やっぱりたっぷり食べたい卵料理                                        | ふんわりかに玉                                        | 2024年04月10日                     |                                       |
| 519  | ご飯も進む!梅干しを使って!                                            | キャベツとちくわの梅風味                              | 2024年04月11日                     |                                       |
| 520  | 超簡単!ボクでもできる!金曜日                                          | 新玉ねぎたっぷり豚バラ豆腐                            | 2024年04月12日                     |                                       |
| 521  | 今が旬!安くて美味しい新じゃが                                         | 新じゃがいものガレット                                | 2024年04月15日                     |                                       |
| 522  | レパートリー増やしたい!春の魚                                         | サワラの中華風蒸し煮                                  | 2024年04月16日                     |                                       |
| 523  | やる気が出ない時に…パパッと麺                                         | すき焼きうどん                                        | 2024年04月17日                     |                                       |
| 524  | お財布にやさしい!ひき肉大活躍                                         | 肉団子と白菜のスープ                                  | 2024年04月18日                     |                                       |
| 525  | 超簡単!ボクでもできる!金曜日                                          | 新じゃがの甘辛バターしょうゆ                          | 2024年04月19日                     |                                       |
| 526  | やっぱり大好き久しぶりにカレー                                        | トマトチキンカレー                                    | 2024年04月22日                     |                                       |
| 527  | みずみずしく美味しい!新玉ねぎ                                         | 新玉ねぎのふろふき                                    | 2024年04月23日                     |                                       |
| 528  | やっぱり出来立て最高春は揚げ物                                        | 豚肉のハムチーズカツ                                  | 2024年04月24日                     |                                       |
| 529  | さわやかな春を味わう!そら豆                                           | そら豆と海老の炒めもの                                | 2024年04月25日                     |                                       |
| 530  | 超簡単!ボクでもできる!金曜日                                          | たこ焼きパーティー                                    | 2024年04月26日                     |                                       |
| 531  | 先生イチオシ!春食材のおつまみ                                         | しじみのしょうゆ漬け じゃがいもとアスパラのバター炒め | 2024年04月29日                     |                                       |
| 532  | みずみずしい味わいアスパラガス                                        | アスパラとペンネのアラビアータ                        | 2024年04月30日                     |                                       |
| 533  | 便利!昆布茶をおいしく活用!                                            | 鶏のケチャップ煮                                      | 2024年05月01日                     |                                       |
| 534  | 目指せ!発酵食品で免疫アップ!                                          | いかの甘酒炒め                                        | 2024年05月02日                     |                                       |
| 535  | 超簡単!ボクでもできる!金曜日                                          | いちごのレアチーズ風デザート                          | 2024年05月03日                     |                                       |
| 536  | 美味しく味わいたい!厚切り豚肉                                         | 豚肉の悪魔風ソテー                                    | 2024年05月06日                     |                                       |
| 537  | 食べ方いろいろ!ひじきもらった                                         | ひじき入りきんぴら                                    | 2024年05月07日                     |                                       |
| 538  | 安くて美味しい!ちくわ大活躍                                           | ちくわの辛味炒め                                      | 2024年05月08日                     |                                       |
| 539  | 煮物以外!切り干し大根の使い方                                         | 切り干し大根のカレー風味                              | 2024年05月09日                     |                                       |
| 540  | 超簡単!ボクでもできる!金曜日                                          | 新玉タルタルトースト                                  | 2024年05月10日                     |                                       |
| 541  | きょうは主役グリンピース大活躍                                        | グリンピースのパスタ                                  | 2024年05月13日                     |                                       |
| 542  | 魅力再発見!小松菜の絶品おかず                                         | 小松菜と干し海老の炒め煮                              | 2024年05月14日                     |                                       |
| 543  | 役立つ!覚えておきたい定番料理                                         | そぼろ入り玉子焼き                                    | 2024年05月15日                     |                                       |
| 544  | マンネリ打破初夏の魚を美味しく                                        | いさきとアスパラのソテー                              | 2024年05月16日                     |                                       |
| 545  | 超簡単!ボクでもできる!金曜日                                          | パリパリ照り焼きチキン                                | 2024年05月17日                     |                                       |
| 546  | やっぱり便利チャチャっとおかず                                        | 鶏のねぎソース和え                                    | 2024年05月20日                     |                                       |
| 547  | 好きだけど…サラダ以外のレタス                                         | 高野豆腐とレタスのそぼろ煮                            | 2024年05月21日                     |                                       |
| 548  | 愛情?呪縛?美味しい定番の副菜                                          | マカロニサラダ                                        | 2024年05月22日                     |                                       |
| 549  | 一人でも大勢でも♪餃子を包もう！                                       | カレー餃子                                            | 2024年05月23日                     |                                       |
| 550  | 超簡単!ボクでもできる!金曜日                                          | ええ麺使った塩焼きそば                                | 2024年05月24日                     |                                       |
| 551  | 疲れた体に嬉しいさっぱりおかず                                        | あじの香味和え                                        | 2024年05月27日                     |                                       |
| 552  | 使いたい!醤(ジャン)フル活用                                           | 豚肉とニラのジャンジャン炒め                          | 2024年05月28日                     |                                       |
| 553  | 先生イチオシ!ジェノベーゼパスタ                                       | 手作りジェノベーゼソースのパスタ                      | 2024年05月29日                     |                                       |
| 554  | もうできる?そろそろイカ捌こう                                         | ピリ辛イカ焼き                                        | 2024年05月30日                     |                                       |
| 555  | 超簡単!ボクでもできる!金曜日                                          | レンジでとろとろ親子丼                                | 2024年05月31日                     |                                       |
| 556  | 季節でチェンジ!揚げ物も衣替え                                         | スパイシーフライ                                      | 2024年06月03日                     |                                       |
| 557  | 無視はイヤでも蒸し料理は好き!                                         | 蒸し豚の辛味ポン酢                                    | 2024年06月04日                     |                                       |
| 558  | 美味しく料理したいネバネバ食材                                        | オクラ入り中華丼                                      | 2024年06月05日                     |                                       |
| 559  | ビバ!ちょっとでもヘルシー料理                                         | ふんわりナゲット                                      | 2024年06月06日                     |                                       |
| 560  | 超簡単!ボクでもできる!金曜日                                          | カリとろチーズパンケーキ                              | 2024年06月07日                     |                                       |
| 561  | そろそろ?冷たい麺はじめます                                           | ごま風味の冷麺                                        | 2024年06月10日                     |                                       |
| 562  | 上手に使いこなしたい薬味大活躍                                        | あじの生姜オイル                                      | 2024年06月11日                     |                                       |
| 563  | やっぱ好き!たまには贅沢に牛肉                                         | 牛ロースのピリ辛炒め                                  | 2024年06月12日                     |                                       |
| 564  | 今日はたっぷり野菜を食べよう!                                         | ラタトゥイユ                                          | 2024年06月13日                     |                                       |
| 565  | 超簡単!ボクでもできる!金曜日                                          | レンジでしっとり鶏塩チャーシュー                      | 2024年06月14日                     |                                       |
| 566  | でも…やっぱりさっぱりが好き!                                          | 豚肉ときゅうりの梅肉酢                                | 2024年06月17日                     |                                       |
| 567  | 料理にも♪生クリームが余ったら                                         | 鶏のクリーミーカレーソース                            | 2024年06月18日                     |                                       |
| 568  | 好きですか?パプリカ&ピーマン                                          | 肉詰めピーマンの煮込み                                | 2024年06月19日                     |                                       |
| 569  | 手開きも余裕!?いわしを味わう                                          | いわしの照り焼きごはん                                | 2024年06月20日                     |                                       |
| 570  | 超簡単!ボクでもできる!金曜日                                          | ハッシュドアボカド                                    | 2024年06月21日                     |                                       |
| 571  | 豆いろいろ!マメに豆食べよう!                                          | 枝豆のとろろ揚げ                                      | 2024年06月24日                     |                                       |
| 572  | デパ地下級!おかずになるサラダ                                         | チキン・シーザーサラダ                                | 2024年06月25日                     |                                       |
| 573  | 夏バテ予防も!レバーをおいしく                                         | スパイシー鶏レバー炒飯                                | 2024年06月26日                     |                                       |
| 574  | 実は便利どうすれば?ズッキーニ                                         | ニース風ズッキーニのファルシ                          | 2024年06月27日                     |                                       |
| 575  | 超簡単!ボクでもできる!金曜日                                          | レンジで旨だれ冷やし油うどん                          | 2024年06月28日                     |                                       |
| 576  | 今年も使うぞ!栄養いっぱい冬瓜                                         | 冬瓜とトマトのさっぱり煮                              | 2024年07月01日                     |                                       |
| 577  | 旨みたっぷり!旬のとうもろこし                                         | とうもろこしの香味揚げ                                | 2024年07月02日                     |                                       |
| 578  | 好き!ピリッと七味を効かせて!                                          | ピリ辛魚介スープ                                      | 2024年07月03日                     |                                       |
| 579  | 奮発!!もうすぐ土用の丑の日!                                           | うな丼＆しじみのお吸い物                              | 2024年07月04日                     |                                       |
| 580  | 超簡単!ボクでもできる!金曜日                                          | レンジでトマトハンバーグ                              | 2024年07月05日                     |                                       |
| 581  | 期末テスト!ジューシーにら餃子                                         | ジューシーにらギョーザ                                | 2024年07月08日                     |                                       |
| 582  | 期末テスト!アサリわかめパスタ                                         | アサリとわかめのパスタ                                | 2024年07月09日                     |                                       |
| 583  | 夏休み直前期末テスト!かき揚げ                                         | 夏のかき揚げ                                          | 2024年07月10日                     |                                       |
| 584  | 期末テスト新玉タルタルトースト                                        | 新玉タルタルトースト2024夏                            | 2024年07月11日                     |                                       |
| 585  | 口に入ればアレ!巻かずキンパ丼                                         | 巻かないキンパ丼                                      | 2024年07月12日                     |                                       |
| 586  | 祝日♪みんなそうめんパーティー                                         | そうめんパーティー                                    | 2024年07月15日                     |                                       |
| 587  | 便利!冷めても美味しい作り置き                                         | いかとバジルの煮もの                                  | 2024年07月16日                     |                                       |
| 588  | やっぱ好き!夏に食べたいカレー                                         | 夏野菜のかんたんカレー                                | 2024年07月17日                     |                                       |
| 589  | 美味しく食べたい!鶏肉いろいろ                                         | チキン・ジンジャー                                    | 2024年07月18日                     |                                       |
| 590  | 超簡単!ボクでもできる!金曜日                                          | 豚こまとなすのポン酢炒め                              | 2024年07月19日                     |                                       |
| 591  | 毎日が戦いだ…夏休みの昼ごはん                                         | ロコモコ                                              | 2024年07月22日                     |                                       |
| 592  | これで何回目?家計の味方!豆苗                                          | 豚肉と豆苗のピリ辛炒め                                | 2024年07月23日                     |                                       |
| 593  | 好き?苦みがおいしい!ゴーヤ!                                           | ゴーヤの肉みそ                                        | 2024年07月24日                     |                                       |
| 594  | 美味しくて強そう!今が旬太刀魚                                         | 太刀魚のさっと煮                                      | 2024年07月25日                     |                                       |
| 595  | 超簡単!ボクでもできる!金曜日                                          | みそ照り焼きチーズチキン                              | 2024年07月26日                     | [ 注 10 ] [ 58 ]                      |
| 596  | デザートだけじゃないヨーグルト                                        | ささみでタンドリーチキン                              | 2024年07月29日                     |                                       |
| 597  | 熱中症対策も!今日は梅干しの日                                         | セロリと海老の梅炒め                                  | 2024年07月30日                     |                                       |
| 598  | 毎日暑い…!!火を使わない料理                                           | サーモンの中華風なすソース                            | 2024年07月31日                     |                                       |
| 599  | 夏バテしない!スタミナメニュー                                         | イタリアンしょうが焼き                                | 2024年08月01日                     |                                       |
| 600  | 超簡単!ボクでもできる!金曜日                                          | トマトと大葉の冷たいスパゲッティ                      | 2024年08月02日                     |                                       |
| 601  | ご飯はもちろんビールに合う料理                                        | 中華風豚キムチ                                        | 2024年08月05日                     |                                       |
| 602  | イタリア人もうなる!?夏パスタ                                          | なすのアラビアータ                                    | 2024年08月06日                     |                                       |
| 603  | 先生イチオシお店みたいな串カツ                                        | 串カツ                                                | 2024年08月07日                     |                                       |
| 604  | 腸活にもいい感じ!塩麹の使い方                                         | 鶏とブロッコリーの塩麹炒め                            | 2024年08月08日                     |                                       |
| 605  | 超簡単!ボクでもできる!金曜日                                          | 即席コーヒーゼリー                                    | 2024年08月09日                     |                                       |
| 606  | お盆だよ!みんなで食べよう!                                            | ゆで豚の四川風                                        | 2024年08月12日                     |                                       |
| 607  | 食べごたえアリそうめんアレンジ                                        | ガスパチョそうめん                                    | 2024年08月13日                     |                                       |
| 608  | 名人級!チャチャっと野菜炒め!                                          | 牛肉と空心菜の炒めもの                                | 2024年08月14日                     |                                       |
| 609  | グッと美味しく!お酒活用レシピ                                         | あさりとアスパラのうどん                              | 2024年08月15日                     |                                       |
| 610  | 超簡単!ボクでもできる!金曜日                                          | 鶏ととうもろこしの甘辛バター醤油                      | 2024年08月16日                     |                                       |
| 611  | 美味しく家計の味方!豆腐おかず                                         | カレー風味のあんかけ豆腐                              | 2024年08月19日                     |                                       |
| 612  | 夏バテでも!食欲ない日のごはん                                         | 酸辣つけ麺                                            | 2024年08月20日                     |                                       |
| 613  | ひと手間で大変身!お刺身使って                                         | まぐろの和風カルパッチョ                              | 2024年08月21日                     |                                       |
| 614  | たまには…分厚いお肉食べたい!                                          | 牛肉のスタミナ焼き                                    | 2024年08月22日                     |                                       |
| 615  | 超簡単!ボクでもできる!金曜日                                          | オムライス丼                                          | 2024年08月23日                     |                                       |
| 616  | 美味しい!酸味味方に塩分控えめ                                         | 手羽中の黒酢照り焼き                                  | 2024年08月26日                     |                                       |
| 617  | 簡単は正義!フライパン1つで!                                           | さば缶レタス炒飯                                      | 2024年08月27日                     |                                       |
| 618  | いっぱい食べたいあったかサラダ                                        | 彩りホットサラダ                                      | 2024年08月28日                     |                                       |
| 619  | 旨みギュッ!ミニトマト大活躍!                                          | 豚しゃぶの冷やしトマトあん                            | 2024年08月29日                     |                                       |
| 620  | 超簡単!ボクでもできる!金曜日                                          | やみつきベーコンピーマン                              | 2024年08月30日                     |                                       |
| 621  | もっと使いこなしたい干物&乾物                                         | 豚肉と切り干しのトマト煮                              | 2024年09月02日                     |                                       |
| 622  | キミにきめた!じゃがいもメイン                                         | 麻辣ポテサラ                                          | 2024年09月03日                     |                                       |
| 623  | カンタンで味しみしみ!ナス料理                                         | ナスのごまみそ焼き                                    | 2024年09月04日                     |                                       |
| 624  | アレンジ自在!子ども喜ぶ鮭料理                                         | イタリア風サーモンフライ                              | 2024年09月05日                     |                                       |
| 625  | 超簡単!ボクでもできる!金曜日                                          | ガパオ風ひき肉ライス                                  | 2024年09月06日                     | [ 注 11 ] [ 59 ]                      |
| 626  | 爽やか!今が旬!すだちきかせて                                          | 蒸しナスの冷やしうどん                                | 2024年09月09日                     |                                       |
| 627  | 焼肉以外にも!今日は牛タンの日                                         | 牛タンの黒胡椒炒め                                    | 2024年09月10日                     |                                       |
| 628  | やっぱりコレ!ご飯が進むおかず                                         | チキン南蛮                                            | 2024年09月11日                     |                                       |
| 629  | 美味しい秋!きのこたっぷり!                                            | きのこの煮込み麺                                      | 2024年09月12日                     |                                       |
| 630  | 超簡単!ボクでもできる!金曜日                                          | スパイシーチキン                                      | 2024年09月13日                     |                                       |
| 631  | みんなで手巻き寿司パーティー!                                         | 手巻き寿司パーティー                                  | 2024年09月16日                     |                                       |
| 632  | おかずになる!さつまいもの一品                                         | ソーセージとサツマイモのスープ                        | 2024年09月17日                     |                                       |
| 633  | 旬に美味しく食べたいチンゲン菜                                        | チンゲン菜のオイスターソース炒め                      | 2024年09月18日                     |                                       |
| 634  | 味絡ませたい!こんにゃくおかず                                         | 鶏とこんにゃくのピリ辛煮                              | 2024年09月19日                     |                                       |
| 635  | 超簡単!ボクでもできる!金曜日                                          | 豚バラうまだれ                                        | 2024年09月20日                     |                                       |
| 636  | 先生イチオシ!秋の吹き寄せご飯                                         | 秋の吹き寄せご飯                                      | 2024年09月23日                     |                                       |
| 637  | たっぷり使いたい!酢いろいろ                                           | 黒酢の酢豚                                            | 2024年09月24日                     |                                       |
| 638  | 山本ゆりさん考案！〜鶏の1枚揚げ〜油汚れ＆油臭にはKCS 提供：クイックル | 鶏の一枚揚げ                                          | 2024年09月24日 よりTVerで2週間配信 | [ 注 12 ] [ 60 ] [ 61 ] [ 62 ] [ 63 ] |
| 639  | この季節の美味しさ!秋のカレー                                         | カボチャと蓮根のカレー                                | 2024年09月25日                     |                                       |
| 640  | 占いも好き!旨味吸収!しいたけ                                          | しいたけの重ね蒸し                                    | 2024年09月26日                     |                                       |
| 641  | ご飯がすすむ!魚おかずいろいろ                                         | 鰆とアボカドのトウチーあん                            | 2024年09月30日                     |                                       |
| 642  | この季節も美味しい秋は揚げもの                                        | さつまいものカリカリ揚げ                              | 2024年10月01日                     |                                       |
| 643  | 豆腐の日!おかずになる豆腐料理                                         | 豆腐としらすの香味和え                                | 2024年10月02日                     |                                       |
| 644  | 心のゆとりに…作り置きのおかず                                         | チキンときのこのマリネ                                | 2024年10月03日                     |                                       |
| 645  | 超簡単!ボクでもできる!金曜日                                          | ナスのチーズホットサンド                              | 2024年10月04日                     |                                       |
| 646  | 本格的旨さ!豚肉スパイシー焼き                                         | 豚肉のスパイシー焼き                                  | 2024年10月07日                     | [ 注 13 ] [ 64 ]                      |
| 647  | 絶品!牛肉のたたき玉ねぎソース                                         | 牛肉のたたき 玉ねぎソース                             | 2024年10月08日                     | [ 注 13 ] [ 64 ]                      |
| 648  | たことジャガイモのアヒージョ                                          | たことジャガイモのアヒージョ                          | 2024年10月09日                     | [ 注 13 ] [ 64 ]                      |
| 649  | 泉州水なすときのこのみぞれ浸し                                        | 泉州水なすときのこのみぞれ浸し                        | 2024年10月10日                     | [ 注 13 ] [ 64 ]                      |
| 650  | 簡単キャベツたっぷりお好み焼き                                        | キャベツたっぷりお好み焼き                            | 2024年10月11日                     | [ 注 13 ] [ 64 ]                      |
| 651  | 秋の味覚代表格!さんまを味わう                                         | さんまのわた焼き                                      | 2024年10月14日                     |                                       |
| 652  | これなら作れる!揚げ焼き最高!                                          | シーフード・カツ                                      | 2024年10月15日                     |                                       |
| 653  | トゥルンとおいしい!なめこ一品                                         | なめこと卵白のスープ                                  | 2024年10月16日                     |                                       |
| 654  | 栄養&風味満点!ごまたっぷり                                            | 鶏肉とさつまいものゴマシチュー                        | 2024年10月17日                     |                                       |
| 655  | 超簡単!ボクでもできる!金曜日                                          | イタリアンチキン                                      | 2024年10月18日                     |                                       |
| 666  | 旨味たっぷり!余った海苔大活躍                                         | 長芋といかの海苔あんかけ                              | 2024年10月21日                     |                                       |
| 667  | もっと活用!春雨で大満足の一品                                         | 春雨と卵のぱらぱら炒め                                | 2024年10月22日                     |                                       |
| 668  | 安心!レギュラー野菜があれば!                                          | キャロットピラフ                                      | 2024年10月23日                     |                                       |
| 669  | 今が旬!柚子使った香り高い一品                                         | ブリの中華風揚げ浸し                                  | 2024年10月24日                     |                                       |
| 670  | 超簡単!ボクでもできる!金曜日                                          | かぼちゃと豚バラのチン                                | 2024年10月25日                     |                                       |
| 671  | 美味しくて大活躍!鶏肉いろいろ                                         | チキン・ミニハンバーグ                                | 2024年10月28日                     |                                       |
| 672  | だんだん美味しい季節そろそろ鍋                                        | ねぎしゃぶ                                            | 2024年10月29日                     |                                       |
| 673  | ヌルヌル滑るよ!里芋絶品おかず                                         | 里芋と手羽の煮込み                                    | 2024年10月30日                     |                                       |
| 674  | いろんな料理に牛乳を使いたい!                                         | トマトクリームグラタン                                | 2024年10月31日                     |                                       |
| 675  | 超簡単!ボクでもできる!金曜日                                          | 牛キムチクッパ                                        | 2024年11月01日                     |                                       |
| 676  | 寒くなる季節にもオススメ梅干し                                        | 梅干しと豚肉のトウチー蒸し                            | 2024年11月04日                     |                                       |
| 677  | たっぷり使いたい!今が旬カブ                                           | サーモンとかぶのマリネ                                | 2024年11月05日                     |                                       |
| 678  | 安くてボリューム満点ドーンと丼                                        | イワシの蒲焼き丼                                      | 2024年11月07日                     |                                       |
| 679  | 超簡単!ボクでもできる!金曜日                                          | 豚こまの照り焼きステーキ風                            | 2024年11月08日                     |                                       |
| 680  | サッと作れて大満足今日は麺の日                                        | 煮込み焼きそば                                        | 2024年11月11日                     |                                       |
| 681  | ひと手間で美味しくマグロ味わう                                        | まぐろ山かけ丼＆巻きマグロ                            | 2024年11月12日                     |                                       |
| 682  | やっぱり大好き!チーズこんがり                                         | チーズドリア                                          | 2024年11月13日                     |                                       |
| 683  | せっかくならまとめて作りたい                                          | 豚汁                                                  | 2024年11月14日                     |                                       |
| 684  | 超簡単!ボクでもできる!金曜日                                          | 味噌バターうどん                                      | 2024年11月15日                     |                                       |
| 685  | 久しぶりに巻きのDAIGOです                                             | 海老とニラのスティック春巻                            | 2024年11月18日                     |                                       |
| 686  | アレンジはどうすれば?塩サバ                                           | 塩サバのカレーソテー                                  | 2024年11月19日                     |                                       |
| 687  | 教えて!味噌汁以外の味噌使い方                                         | 鶏の味噌漬け                                          | 2024年11月20日                     |                                       |
| 688  | お手軽最高チャチャっと炒めもの                                        | 豚バラとピーマンの炒めもの                            | 2024年11月21日                     |                                       |
| 689  | 超簡単!ボクでもできる!金曜日                                          | 甘辛豚のガーリックネギライス                          | 2024年11月22日                     |                                       |
| 690  | 脂身が苦手でもお肉が食べたい                                          | ささみのパン粉焼き                                    | 2024年11月25日                     |                                       |
| 691  | 食べきりたい!冬においしい大根                                         | 焼き大根と手羽の生姜煮                                | 2024年11月26日                     |                                       |
| 692  | 美味しく食べたい!白菜たっぷり                                         | 白菜と鱈のクリームスープ                              | 2024年11月27日                     |                                       |
| 693  | よしっ!ハーブを使ってみよう!                                          | 鶏の甘辛香草炒め                                      | 2024年11月28日                     |                                       |
| 694  | 超簡単!ボクでもできる!金曜日                                          | レンジ＆トースターでチャーシュー                      | 2024年11月29日                     |                                       |
| 695  | 聞けない…どこまで洗う?ごぼう                                          | 春雨とゴボウのうま煮                                  | 2024年12月02日                     |                                       |
| 696  | 心豊かに久しぶりに餃子を包もう                                        | ごまだれ水餃子                                        | 2024年12月03日                     |                                       |
| 697  | 体の中から温まる生姜でポカポカ                                        | しょうが風味のにゅうめん                              | 2024年12月04日                     |                                       |
| 698  | 作りたいドレス・ド・オムライス                                        | ドレス・ド・オムライス                                | 2024年12月05日                     |                                       |
| 699  | 超簡単!ボクでもできる!金曜日                                          | 絶品チャプチェ                                        | 2024年12月06日                     |                                       |
| 700  | 旨味がすごい!鹿児島黒牛味わう                                         | 牛バラ肉の旨みそ蒸し 牛もも肉の柚子胡椒風味           | 2024年12月09日                     |                                       |
| 701  | 子どもが喜ぶ!ハム&ソーセージ                                          | 海老ハムカツ                                          | 2024年12月10日                     |                                       |
| 702  | 忘年会シーズン!胃にいいお料理                                         | 豆腐の優しい煮もの                                    | 2024年12月11日                     |                                       |
| 703  | どんどん美味しい!根菜大活躍!                                          | 根菜のラタトゥイユ                                    | 2024年12月12日                     |                                       |
| 704  | 超簡単!ボクでもできる!金曜日                                          | やみつきやわらか塩だれチキン                          | 2024年12月13日                     |                                       |
| 705  | 絶品!板わかめと焼きかぶ酢の物                                         | 板わかめと焼きかぶの酢の物                            | 2024年12月16日                     | [ 注 14 ] [ 65 ] [ 66 ] [ 67 ]        |
| 706  | 冬の味覚!かきのブルゴーニュ風                                         | かきのブルゴーニュ風                                  | 2024年12月17日                     | [ 注 14 ] [ 65 ] [ 66 ] [ 67 ]        |
| 707  | 美味!さつまいも中華風きんぴら                                         | さつまいもの中華風きんぴら                            | 2024年12月18日                     | [ 注 14 ] [ 65 ] [ 66 ] [ 67 ]        |
| 708  | カニの風味すごい!こっぺ蟹ご飯                                         | こっぺ蟹ご飯                                          | 2024年12月19日                     | [ 注 14 ] [ 65 ] [ 66 ] [ 67 ]        |
| 709  | 簡単で美味しい!クリームうどん                                         | ブロッコリーとベーコンのクリームうどん                | 2024年12月20日                     | [ 注 14 ] [ 65 ] [ 66 ] [ 67 ]        |
| 710  | 先生イチオシ簡単ショートケーキ                                        | アメリカンショートケーキ                              | 2024年12月23日                     |                                       |
| 711  | 忙しい日に便利師走の簡単ごはん                                        | 豚肉とねぎのトウチー炒め                              | 2024年12月24日                     |                                       |
| 712  | 宅飲みを楽しみたい!お酒のお供                                         | ししゃもの和風春巻き                                  | 2024年12月25日                     |                                       |
| 713  | スッキリ!冷蔵庫の野菜使い切り                                         | 白菜と残り野菜でキーマカレー                          | 2024年12月26日                     |                                       |
| 714  | みんなで忘年会!餅つきをしよう                                         | 餅つきパーティー                                      | 2024年12月27日                     |                                       |
| 715  | 使いやすい!財布に優しい小松菜                                         | 温野菜のうま味噌                                      | 2025年01月06日                     |                                       |
| 716  | そろそろ食べたい!!カレー初め                                          | ポークカレー                                          | 2025年01月07日                     |                                       |
| 717  | いろんな食べ方◎!今が旬!ぶり                                           | ぶりの唐揚げ 油淋ソース                               | 2025年01月08日                     |                                       |
| 718  | これぞ冬の幸せじっくり煮込んで                                        | こんにゃくの味噌煮込み                                | 2025年01月09日                     |                                       |
| 719  | 超簡単!ボクでもできる!金曜日                                          | レンジで1発！豚丼                                     | 2025年01月10日                     |                                       |
| 720  | 辛旨い!辣子鶏(ラーズーチー)                                           | 辣子鶏（ラーズーチー）                                | 2025年01月13日                     |                                       |
| 721  | まだ飽きさせない!お餅を使って                                         | 餅と鶏のみぞれ煮                                      | 2025年01月14日                     |                                       |
| 722  | 鍋以外!たらふく食べたい!たら                                          | たらのムニエル 焦がしバターのトマトソース             | 2025年01月15日                     |                                       |
| 723  | 和食以外も使える!今が旬!春菊                                          | 春菊のゆで餃子                                        | 2025年01月16日                     |                                       |
| 724  | 超簡単!ボクでもできる!金曜日                                          | ほうれん草と豚バラの卵炒め                            | 2025年01月17日                     |                                       |
| 725  | この季節に美味しい!冬のパスタ                                         | サーモンとねぎのパスタ                                | 2025年01月20日                     |                                       |
| 726  | 定番以外!牡蠣(かき)を味わう                                           | かきの変わり揚げ                                      | 2025年01月21日                     |                                       |
| 727  | 栄養豊富!ほうれん草を美味しく                                         | 豆腐とほうれん草のうま煮                              | 2025年01月22日                     |                                       |
| 728  | 旨みを足す!フルーツを料理に!                                          | バナナチキンカレー                                    | 2025年01月23日                     |                                       |
| 729  | 超簡単!ボクでもできる!金曜日                                          | ベーコンポテトパイ風春巻き                            | 2025年01月24日                     |                                       |
| 730  | 心もからだも!スープでぽかぽか                                         | 春菊のスープ                                          | 2025年01月27日                     |                                       |
| 731  | 食感いろいろ!長いも使った一品                                         | 海老のとろろ焼き                                      | 2025年01月28日                     |                                       |
| 732  | たっぷり食べたいあったかサラダ                                        | 鶏とキャベツの温サラダ                                | 2025年01月29日                     |                                       |
| 733  | 苦うま!菜の花美味しく食べたい                                         | いかと菜の花の炒めもの                                | 2025年01月30日                     |                                       |
| 734  | 超簡単!ボクでもできる!金曜日                                          | 豚玉飯                                                | 2025年01月31日                     |                                       |
| 735  | ヤー!節分の日は大豆食べよう!                                          | 豆じゃこ                                              | 2025年02月03日                     |                                       |
| 736  | 伝説級!?プリプリ美味しいえび!                                         | 海老のスパイシー炒め                                  | 2025年02月04日                     |                                       |
| 737  | 心の余裕…覚えておきたい常備菜                                         | 鶏のトマトカレー煮                                    | 2025年02月05日                     |                                       |
| 738  | おみそ汁以外も!白みその活用法                                         | 蒸し豚とキャベツのからし味噌                          | 2025年02月06日                     |                                       |
| 739  | 超簡単!ボクでもできる!金曜日                                          | 生チョコトリュフ                                      | 2025年02月07日                     |                                       |
| 740  | 知りたい!余りがちな調味料活用                                         | 豚ばら肉とピーマンの炒めもの                          | 2025年02月10日                     |                                       |
| 741  | 旨味吸収!ちくわが主役の一品                                           | 豆腐とちくわのうま煮                                  | 2025年02月11日                     |                                       |
| 742  | たまには…厚切り肉をやわらかく                                         | タンシチュー                                          | 2025年02月12日                     |                                       |
| 743  | 簡単手作りドレッシング覚えたい                                        | ささみのにんにくドレッシング                          | 2025年02月13日                     |                                       |
| 744  | 超簡単!ボクでもできる!金曜日                                          | 米粉チキン                                            | 2025年02月14日                     |                                       |
| 745  | 絶品!たたきマグロのネギソース                                         | たたきマグロのネギソース                              | 2025年02月17日                     | [ 注 15 ] [ 68 ]                      |
| 746  | がっつり!スタミナ洋風トンテキ                                         | スタミナ洋風トンテキ                                  | 2025年02月18日                     | [ 注 15 ] [ 68 ]                      |
| 747  | ホッとするひじきと鶏の混ぜご飯                                        | ひじきと鶏の混ぜご飯                                  | 2025年02月19日                     | [ 注 15 ] [ 68 ]                      |
| 748  | 新しい?懐かしい?津ぎょうざ                                            | 津ぎょうざ                                            | 2025年02月20日                     | [ 注 15 ] [ 68 ]                      |
| 749  | 牛もいいけど今日は鶏!鶏みそ焼                                         | 鶏みそ焼き                                            | 2025年02月21日                     | [ 注 15 ] [ 68 ]                      |
| 750  | 基本を押さえた煮込みハンバーグ                                        | 煮込みハンバーグ                                      | 2025年02月24日                     |                                       |
| 751  | もっと!炒めものバリエーション                                         | 海老と卵の炒めもの                                    | 2025年02月25日                     |                                       |
| 752  | 好き!厚揚げでボリュームおかず                                         | 鶏と厚揚げの味噌チーズ                                | 2025年02月26日                     |                                       |
| 753  | 冷凍食品&レトルトをアレンジ!                                          | ミートボールのスープ                                  | 2025年02月27日                     |                                       |
| 754  | 超簡単!ボクでもできる!金曜日                                          | 塩サバとじゃがいものガーリック焼き                    | 2025年02月28日                     |                                       |
| 755  | 揚げたてをお家で!春はあげもの                                         | 鶏の唐揚げ                                            | 2025年03月03日                     |                                       |
| 756  | こんな使い方も◎!漬物アレンジ                                          | いかのキムチ炒め                                      | 2025年03月04日                     |                                       |
| 757  | なるほど!サラダ以外のアボカド                                         | アボカドグラタン                                      | 2025年03月05日                     |                                       |
| 758  | 旬で美味しく元気に!貝を味わう                                         | 菜の花とあさりの蒸し煮                                | 2025年03月06日                     |                                       |
| 759  | 超簡単!ボクでもできる!金曜日                                          | ハッシュド大根                                        | 2025年03月07日                     |                                       |
| 760  | 駅伝応援企画食材しりとり『き』                                        | しいたけと豆腐の蒸しもの                              | 2025年03月10日                     |                                       |
| 761  | 駅伝応援企画食材しりとり『こ』                                        | 牛肉の塩昆布炒め                                      | 2025年03月11日                     |                                       |
| 762  | 駅伝応援企画食材しりとり『ぶ』                                        | 豚肉の白ワイン蒸し                                    | 2025年03月12日                     |                                       |
| 763  | 駅伝応援企画食材しりとり『た』                                        | 卵と鶏むね肉の炒めもの                                | 2025年03月13日                     |                                       |
| 764  | 駅伝応援企画食材しりとり『ご』                                        | ごぼうと胸肉の甘辛ごま炒め                            | 2025年03月14日                     | [ 注 16 ] [ 69 ]                      |
| 765  | お買い得の時に!お刺身アレンジ                                         | 鯛のカルパッチョ バルサミコ風味                       | 2025年03月17日                     |                                       |
| 766  | サッとが嬉しい春休みの昼ごはん                                        | 半熟卵の和えうどん                                    | 2025年03月18日                     |                                       |
| 767  | 少し気合を入れて!お祝いの一皿                                         | 牛肉の赤ワイン煮                                      | 2025年03月19日                     |                                       |
| 768  | 何かと高い…財布にやさしい一品                                         | ひき肉ともやしの焼きそば                              | 2025年03月20日                     |                                       |
| 769  | 超簡単!ボクでもできる!金曜日                                          | ウインナーと卵のバター醤油焼き飯                      | 2025年03月21日                     |                                       |
| 770  | 春はやっぱり食べたい!たけのこ                                         | たけのこの唐揚げ                                      | 2025年03月24日                     |                                       |
| 771  | もっと料理に使いたいヨーグルト                                        | 田舎風サラダ ヨーグルトソース                         | 2025年03月25日                     |                                       |
| 772  | にらにらにらにらにらにらにら…                                         | おあげ餃子                                            | 2025年03月26日                     |                                       |
| 773  | 少量でも美味しく!牛切り落とし                                         | 牛とじ丼                                              | 2025年03月27日                     |                                       |
| 774  | 超簡単!ボクでもできる!金曜日                                          | チリコンカン                                          | 2025年03月28日                     |                                       |

### 2025年度
| 話数 | タイトル                                  | 料理名                                                                       | 初放送日              | 出典             |
| ---- | ----------------------------------------- | ---------------------------------------------------------------------------- | --------------------- | ---------------- |
| 775  | 3周年企画!お料理実力テスト                | 高菜風味の野菜炒め                                                           | 2025年03月31日        | [ 注 17 ] [ 70 ] |
| 776  | 3周年企画!お料理実力テスト                | チューリップチキン                                                           | 2025年04月01日        | [ 注 17 ] [ 70 ] |
| 777  | 3周年企画!お料理実力テスト                | イワシのごま照り焼き                                                         | 2025年04月02日        | [ 注 17 ] [ 70 ] |
| 778  | 3周年企画!お料理実力テスト                | 麻婆豆腐                                                                     | 2025年04月03日        | [ 注 17 ] [ 70 ] |
| 779  | 3周年企画!お料理実力テスト                | 豚バラうまだれ                                                               | 2025年04月04日        | [ 注 17 ] [ 70 ] |
| 780  | 流行り!?シンじゃが・シン玉ねぎ            | 新じゃがの肉味噌煮                                                           | 2025年04月07日        |                  |
| 781  | きょうは誕生日お祝いメニュー!             | こんがりチーズハンバーグ                                                     | 2025年04月08日        |                  |
| 782  | やっぱりフレッシュは格別春の豆            | スナップエンドウと海老の炒めもの                                             | 2025年04月09日        |                  |
| 783  | 何でも高いから…財布に優しい肉             | 鶏のゆずこしょう蒸し                                                         | 2025年04月10日        |                  |
| 784  | 超簡単!ボクでもできる!金曜日              | 白身魚の中華蒸し                                                             | 2025年04月11日        |                  |
| 785  | 大好き!魚肉ソーセージのおかず             | ギョニソとピーマンのおかかまぶし                                             | 2025年04月14日        |                  |
| 786  | いろいろ使いたい!お酢いろいろ             | 鶏と新じゃがいものバルサミコ風味                                             | 2025年04月15日        |                  |
| 787  | 保存できて美味しい!缶詰大活躍             | いわし蒲焼き缶のふわとろ卵炒め                                               | 2025年04月16日        |                  |
| 788  | レパートリー増やしたい!春の魚             | 鰆と菜の花の生姜煮                                                           | 2025年04月17日        |                  |
| 789  | 超簡単!ボクでもできる!金曜日              | 豚と野菜のピリ辛みそうどん                                                   | 2025年04月18日        |                  |
| 790  | やっぱり大好き久しぶりにカレー            | ちゃんぽんカレー                                                             | 2025年04月21日        |                  |
| 791  | 旬の美味しさホタルイカを味わう            | ホタルイカのパスタ                                                           | 2025年04月22日        |                  |
| 792  | お値打ち豆腐でボリュームおかず            | 豆腐とグリンピースの煮込み                                                   | 2025年04月23日        |                  |
| 793  | 特売でつい買っちゃう納豆の一品            | 納豆のたまごとじ                                                             | 2025年04月24日        |                  |
| 794  | 超簡単!ボクでもできる!金曜日              | 鶏のうまだれ蒸し＆豆苗とトマトのサラダ                                       | 2025年04月25日        |                  |
| 795  | 春を味わう!アスパラガスの一品             | アスパラとたこのマリネ                                                       | 2025年04月28日        |                  |
| 796  | 先生のイチオシ!鯛の中華風造り             | 鯛の中華風造り                                                               | 2025年04月29日        |                  |
| 797  | たっぷり美味しくしらすいろいろ            | 南蛮混ぜご飯                                                                 | 2025年04月30日        |                  |
| 798  | 今が旬メインになるそら豆おかず            | そら豆とイカの炒めもの                                                       | 2025年05月01日        |                  |
| 799  | 超簡単!ボクでもできる!金曜日              | ハムチーズロール                                                             | 2025年05月02日        |                  |
| 800  | ついに娘のお弁当を作る一週間!             | チキン・ミニハンバーグ                                                       | 2025年05月05日        | [ 注 18 ] [ 71 ] |
| 801  | ついに娘のお弁当を作る一週間!             | お弁当でもだし巻き玉子                                                       | 2025年05月06日        | [ 注 18 ] [ 71 ] |
| 802  | ついに娘のお弁当を作る一週間!             | たまごツナマヨサンド＆ハムチーズサンド                                       | 2025年05月07日        | [ 注 18 ] [ 71 ] |
| 803  | ついに娘のお弁当を作る一週間!             | エビマヨ                                                                     | 2025年05月08日        | [ 注 18 ] [ 71 ] |
| 804  | ついに娘のお弁当を作る一週間!             | にんじんしりしり＆ブロッコリーのゴマ和え                                     | 2025年05月09日        | [ 注 18 ] [ 71 ] |
| 805  | 栄養豊富!高野豆腐おかずバリエ             | 高野豆腐と鶏のゴマ煮                                                         | 2025年05月12日        |                  |
| 806  | 柚子こしょうを使いこなしたい!             | 豚とナスの柚子こしょう風味                                                   | 2025年05月13日        |                  |
| 807  | 大人も子どもも喜ぶ!初夏の魚               | イサキのピッツァイオーラ風                                                   | 2025年05月14日        |                  |
| 808  | 安くて栄養豊富!絶品砂肝おかず             | 砂肝とジャガイモの炒めもの                                                   | 2025年05月15日        |                  |
| 809  | 超簡単!ボクでもできる!金曜日              | ポパイライス                                                                 | 2025年05月16日        |                  |
| 810  | もっと使いたい野菜が主役の一品            | キャベツのトマトスープ                                                       | 2025年05月19日        |                  |
| 811  | 今度こそ!春巻き上手になりたい             | 鶏と野菜の春巻き                                                             | 2025年05月20日        |                  |
| 812  | うちには…去年の素麺がまだある             | 豚しゃぶのとろろ酢そうめん                                                   | 2025年05月21日        |                  |
| 813  | 基本をしっかり学びたい定番料理            | えびとサーモンのフライ                                                       | 2025年05月22日        |                  |
| 814  | 超簡単!ボクでもできる!金曜日              | 焼肉のたれで絶品肉じゃが                                                     | 2025年05月23日        |                  |
| 815  | 出張in大阪・関西万博!高菜塩サバむすび     | 高菜塩サバむすび                                                             | 2025年05月26日        | [ 注 19 ] [ 72 ] |
| 816  | 出張in大阪・関西万博!ミラノ風串カツ       | ミラノ風串カツ                                                               | 2025年05月27日        | [ 注 19 ] [ 72 ] |
| 817  | 出張in大阪・関西万博!中華風ピリ辛どて焼き | 中華風ピリ辛どて焼き                                                         | 2025年05月28日        | [ 注 19 ] [ 72 ] |
| 818  | 出張in大阪・関西万博!肉玉うどん           | 肉玉うどん                                                                   | 2025年05月29日        | [ 注 19 ] [ 72 ] |
| 819  | 出張in大阪・関西万博!たこ焼き             | たこ焼き                                                                     | 2025年05月30日        | [ 注 19 ] [ 72 ] |
| 820  | 暑くなってきたらさっぱりおかず            | ナスの青じそ風味                                                             | 2025年06月02日        |                  |
| 821  | 使い方を知りたい!塩麹を使って             | 鮭の麹みそ幽庵焼き                                                           | 2025年06月03日        |                  |
| 822  | いつでも食べたい!初夏のカレー             | 海老のつるつるカレー                                                         | 2025年06月04日        |                  |
| 823  | コスパ最強!豆苗を使ったおかず             | 豆苗と豚ミンチの炒めもの                                                     | 2025年06月05日        |                  |
| 824  | 超簡単!ボクでもできる!金曜日              | キャベツとベーコンのクリームパスタ                                           | 2025年06月06日        |                  |
| 825  | 豊作の予感!?ミニトマトのおかず            | トマトたっぷりスズキのサルティンボッカ                                       | 2025年06月09日        |                  |
| 826  | たっぷり使いたい!生姜のおかず             | 新生姜のかき揚げ                                                             | 2025年06月10日        |                  |
| 827  | せいろ買ったよ!蒸し料理に挑戦             | かにかまシューマイ                                                           | 2025年06月11日        |                  |
| 828  | もっとレパートリー!こんにゃく             | こんにゃくハヤシライス                                                       | 2025年06月12日        |                  |
| 829  | 超簡単!ボクでもできる!金曜日              | 豚塩ラーメン                                                                 | 2025年06月13日        |                  |
| 830  | いろいろ使えて便利!薬味大活躍             | かつおの黄身じょうゆ漬け                                                     | 2025年06月16日        |                  |
| 831  | 頼れる!ストック食材じゃがいも             | 豚肉とじゃがいもの黒こしょう炒め                                             | 2025年06月17日        |                  |
| 832  | 後処理を学びたい!揚げ物おかず             | 鶏のペッパーフライ                                                           | 2025年06月18日        |                  |
| 833  | どう使えばいい?おからのおかず             | ツナ入り卯の花                                                               | 2025年06月19日        |                  |
| 834  | 超簡単!ボクでもできる!金曜日              | えのき塩つくねのねぎだれ                                                     | 2025年06月20日        |                  |
| 835  | どうすれば?もち米上手な使い方             | 鶏おこわ                                                                     | 2025年06月23日        |                  |
| 836  | 旬に美味しく使いたい!初夏の魚             | あじの香味焼き                                                               | 2025年06月24日        |                  |
| 837  | これ美味しい!ピーマンパプリカ             | パプリカと鶏のマリネ                                                         | 2025年06月25日        |                  |
| 838  | 苦味がうまいゴーヤを使った一品            | ゴーヤとささみの強火炒め                                                     | 2025年06月26日        |                  |
| 839  | 超簡単!ボクでもできる!金曜日              | レンジでやわらか煮込みハンバーグ                                             | 2025年06月27日        |                  |
| 840  | 今が旬とうもろこしの絶品おかず            | とうもろこしのお浸し                                                         | 2025年06月30日        |                  |
| 841  | スタミナ満点!ガッツリ!肉料理              | 豚肉のBBQソース                                                              | 2025年07月01日        |                  |
| 842  | 茹でるだけはもったいない夏の豆            | えびと枝豆の卵炒め                                                           | 2025年07月02日        |                  |
| 843  | 夏はピリッと!七味合うメニュー             | みそ風味のしょうが焼き                                                       | 2025年07月03日        |                  |
| 844  | 超簡単!ボクでもできる!金曜日              | 簡単！照り焼きチキン弁当                                                     | 2025年07月04日        |                  |
| 845  | サッと作れて美味しい!冷たい麺             | 冷やし豆乳担々麺                                                             | 2025年07月07日        |                  |
| 846  | 今が旬こんなに使えるズッキーニ            | 豚肉とズッキーニの香味ソテー                                                 | 2025年07月08日        |                  |
| 847  | やっぱり米が好き!夏のご飯もの             | リゾット風たこチャーハン                                                     | 2025年07月09日        |                  |
| 848  | 価格も栄養も◎!今日は納豆の日              | 納豆の変わり揚げ                                                             | 2025年07月10日        |                  |
| 849  | 超簡単!ボクでもできる!金曜日              | 冷やしトマト豚しゃぶ                                                         | 2025年07月11日        |                  |
| 850  | 簡単ゼラチンでひんやりスイーツ            | 白桃のパンナコッタ                                                           | 2025年07月14日        |                  |
| 851  | ツルッとトロッと!ねばねば食材             | 焼きなすのとろとろオクラソース                                               | 2025年07月15日        |                  |
| 852  | 暑い夏こそ暑さ忘れる旨辛レシピ            | 豚肉の四川風煮込み                                                           | 2025年07月16日        |                  |
| 853  | 覚えてる?今年もイカをさばこう             | 甘長唐辛子とイカのソテー                                                     | 2025年07月17日        |                  |
| 854  | 超簡単!ボクでもできる!金曜日              | ナスそぼろご飯                                                               | 2025年07月18日        |                  |
| 855  | S・I・Oおさつどきパーティー               | おさつどきっパーティー                                                       | 2025年07月21日        |                  |
| 856  | どうすれば?練りごま活用レシピ             | ごまボナーラ                                                                 | 2025年07月22日        |                  |
| 857  | 旨み吸収!油揚げの大満足レシピ             | 木の葉丼                                                                     | 2025年07月23日        |                  |
| 858  | 美味しく食べたい!いわし味わう             | いわしの甘辛生姜ソース                                                       | 2025年07月24日        |                  |
| 859  | 超簡単!ボクでもできる!金曜日              | ハッシュドチキン                                                             | 2025年07月25日        |                  |
| 860  | 意外と使いやすい鶏肝を美味しく            | 鶏肝ときのこのスタミナソテー                                                 | 2025年07月28日        |                  |
| 861  | 健康的に美味しく!夏こそ梅干し             | 梅とろとろうどん                                                             | 2025年07月29日        |                  |
| 862  | 冷めてもおいしい作り置きレシピ            | ※津波警報の発表により「大下容子ワイド!スクランブル」が時間を拡大したため休止 | 2025年07月30日        | [ 73 ]           |
| 863  | やっと買えた!キャベツたっぷり             | かんたん回鍋肉                                                               | 2025年07月31日        |                  |
| 864  | 超簡単!ボクでもできる!金曜日              | ツナにんじんライス                                                           | 2025年08月01日        |                  |
| 865  | ご飯もすすむ≒ビールに合う料理             | 手羽の柚子胡椒煮                                                             | 2025年08月04日        |                  |
| 866  | 今が旬!太刀魚使った絶品おかず             | 太刀魚のムニエル                                                             | 2025年08月05日        |                  |
| 867  | ハムおかず論争に決着!?ハムの日            | チーズハムカツ丼                                                             | 2025年08月06日        |                  |
| 868  | 体に良い気がする!酸っぱウマイ             | 豚肉の黒酢あん                                                               | 2025年08月07日        |                  |
| 869  | 超簡単!ボクでもできる!金曜日              | キャベツとベーコンのチーズうどん                                             | 2025年08月08日        |                  |
| 870  | 1年ぶりに!そうめんパーティー              | そうめんパーティー                                                           | 2025年08月11日        |                  |
| 871  | お盆だ!大勢で食べたいメニュー             | 焼きワンタン                                                                 | 2025年08月12日        |                  |
| 872  | 手軽に美味しくバジルを活かして            | バジルメンチバーグ                                                           | 2025年08月13日        |                  |
| 873  | 夏はやっぱりスタミナメニュー!             | つくねの照り焼き                                                             | 2025年08月14日        |                  |
| 874  | 超簡単!ボクでもできる!金曜日              | レンジで鶏とじゃがいもの塩だれ煮                                             | 2025年08月15日        |                  |
| 875  | ビーフンの日!おかずになる一品             | カレービーフン                                                               | 2025年08月18日        |                  |
| 876  | 旨いにんにくパワーで食欲アップ            | たこのガーリックバター風味                                                   | 2025年08月19日        |                  |
| 877  | もっと活用したい!乾物大活躍!              | 高野豆腐と肉団子の煮もの                                                     | 2025年08月20日        |                  |
| 878  | 意外に簡単で大満足の味!焼売               |                                                                              | 2025年08月21日 (予定) |                  |
| 879  | 超簡単!ボクでもできる!金曜日              |                                                                              | 2025年08月22日 (予定) |                  |
| 880  | もっと使いたい!!手羽いろいろ              |                                                                              | 2025年08月25日 (予定) |                  |
| 881  | もっと知りたいとろろ昆布活用術            |                                                                              | 2025年08月26日 (予定) |                  |
| 882  | あると便利!青じそ使ったおかず             |                                                                              | 2025年08月27日 (予定) |                  |

## 書籍

### 第1弾
2022年9月28日に番組の「レシピ本」が発行された（「DAIGOも台所 ～きょうの献立何にする?～」編集部（編）、発行元：ABCアーク、『歴史人』2022年11月号増刊、雑誌コード：19654-11、定価：税込み950円）。B5判の全100ページで、月曜日から木曜日の講師を務める先生が考案及び監修した32のレシピと「超簡単!ボクでもできる!金曜日」を担当する山本ゆりが考案した8つのレシピ計40品のレシピが収録されている。また付録として「レシピカスタマイズシール」が付属する。
冊子から「レシピページ」を切り離すことができる仕様になっている他、切り離した「レシピページ」をファイリングができるように2つの穴が開けられている。「DAIGOの一言メモ」や「料理の基本を解説するコーナー」、「DAIGOさんのつぶやき」なども設けられている。また、QRコードを読み込む事で、手順動画を閲覧することが可能な仕様となっている。
DAIGOは本書の出版に際して「僕も妻も欲しがっていた本がついに出ます！台所で楽しく料理しましょう!!」とコメントしている。

### 第2弾 (創刊号)
2022年12月16日、番組のレシピ本の第2弾となる「2023年2月号」が発売された。また今号から定期誌として創刊される事が発表された。今号以降、番組の「レシピ本」は偶数月の16日に発売が行われる。(雑誌コード: 05951-02、B5判、税込み950円 / 本体価格864円)
2023年2月号の特集は「冬はやっぱり鍋でしょ!」で、「年末年始に食べたくなる美味しくて簡単に作れる鍋レシピ」として複数の鍋のレシピが紹介される他、40品の「毎日の献立の悩みを解決するレシピ」が掲載される。また付録として、「2023年 DAIGOも台所 カレンダー」が同封される。

### 第3弾
2023年2月16日、番組のレシピ本の第3弾となる「2023年4月号」が発売された。2023年4月号においては番組で放送されたレシピ40品のレシピが収録される他、季節のレシピや辻調理師専門学校講師の連載などが収録される。
2023年4月号の特集は「簡単すぎる!山本ゆり先生のスタメン弁当」で、山本ゆりを監修に迎え「お弁当」を特集する。

### 第4弾
2023年4月14日、番組のレシピ本の第4弾となる「2023年6月号」の発売が行われた。
2023年6月号においては番組で放送されたレシピ40品のレシピが収録される他、番組の1周年企画としてDAIGOへのインタビュー及び番組講師らからの1周年の記念コメントが掲載される。
2023年6月号の特集は「春だからステップアップ! 揚げものにチャレンジ」で、番組講師の簾達也と川崎元太を監修に迎え「揚げ物」を特集する。特集では揚げ物が揚がるメカニズムやプロ仕様の揚げ物を作るためのコツが掲載される他、実践編として4つのレシピが掲載される。また変わり衣を使った「春の衣替え」特集も掲載される。
付録として番組放送開始1周年の記念シールが付属する。

### 第5弾
2023年6月16日、番組のレシピ本の第5弾となる「2023年8月号」の発売が行われた。
2023年8月号の特集は「熱波に負けないホットな味覚　おうちで四川料理」で辻調理師専門学校講師の監修のもと「四川料理」を特集する。

### 第6弾
2023年8月16日、番組のレシピ本の第6弾となる「2023年10月号」の発売が行われた。
2023年10月号の特集は「いつもの料理をワンランクアップ　豚肉レシピ」で辻󠄀調理師専門学校の講師の監修のもと「豚肉料理」を特集する。

### 第7弾
2023年10月16日、番組のレシピ本の第7弾となる「2023年12月号」の発売が行われた。
2023年12月号の特集は「新米の季節がやってきた!　お米ひきたつ　絶品秋おかず」で「お米の豆知識」や「絶品ごはんのおともレシピ」、「お米＋一品で大満足のワンパンおかず」などを紹介する。
また第2特集においては、秋の野菜を使った「おうちで簡単スイーツ」を特集する。

### 第8弾
2023年12月15日、番組のレシピ本の第8弾となる「2024年2月号」の発売が行われた。
2024年2月号の特集は「家族みんながよろこぶ！「冬のごちそう」」で、家族や友人が集まるイベントが多くなる年末年始にぴったりのちょっぴり特別な冬のごちそうを特集する。
また山本ゆり監修の3つの「年越しそば」レシピも紹介する。

### 第9弾
2024年2月16日、番組のレシピ本の第9弾となる「2024年4月号」の発売が行われた。
2024年4月号の特集は「山本ゆり先生の絶品レンジレシピ」で山本ゆりが電子レンジを活用した簡単で美味しいレシピを紹介する。
また第2特集においては「アレンジを加えていつもと違う味で楽しむ 冬のあったかホカホカ汁物レシピ」を特集する。

### 第10弾
2024年4月16日、番組のレシピ本の第10弾となる「2024年6月号」の発売が行われた。
2024年6月号の特集は「季節の推し2WAYレシピ」で食卓でもお弁当でもパーティでも 楽しめる辻󠄀調理師専門学校の先生の推しレシピを紹介する。
また山本ゆり監修の「瞬速うますぎレシピ企画」、若菜まりえ監修の「春のつくりおきレシピ」、番組で紹介した40品のレシピや、 辻󠄀調理師専門学校の先生の思い出の品連載（今号は川﨑元太のエピソード）、 島本先生の野菜保存術連載の掲載も行う。
そして番組放送開始2周年を記念して「スペシャルオリジナルバインダープレゼント」の企画も行われる。

### 第11弾
2024年6月14日、番組のレシピ本の第11弾となる「2024年8月号」の発売が行われた。
2024年8月号では「辻調の先生が教える 夏に負けない！『ガツンと丼＆ひんやり麺』」「山本ゆりさんの 夏にうれしい！火を使わないレシピ」「もう余らせない！ 調味料・スパイスでかんたんオシャレな初夏ごはん」の3つの特集を掲載する。また番組で紹介した40品のレシピの掲載なども行う。

### 第12弾
2024年8月16日、番組のレシピ本の第12弾となる「2024年10月号」の発売が行われた。
2024年10月号の特集は「山本ゆりさんの最速3分ごはん！」で山本ゆり監修の猛暑を乗り切る絶品スピードメニューを紹介する。

### 第13弾
2024年10月16日、番組のレシピ本の第13弾となる「2024年12月号」の発売が行われた。
2024年12月号では「和洋中で辻󠄀調が提案！秋の絶品おかずセットメニュー」「山本ゆりさんのスイッチオンだけ！ほったらかし炊飯器レシピ」「ちょっとのコツで！きちんとおいしい減塩レシピ」の3特集が掲載される。

### きょうのごはんが決まる本　〜「DAIGOも台所」永久保存版　厳選100レシピ〜
2024年11月29日に発売された今まで番組で放送されてきたレシピから100個を厳選した番組公式のレシピまとめ本。ページ数は96ページで調理中見やすいように180度開く仕組みとなっている。
レシピの他に、100個のレシピの中から今日の気分で献立を決められる「おたすけチャート」、辻調の講師らによる「料理のお悩み相談室」、DAIGOの好きな事物・料理への意気込み・講師陣への想いなどを綴った「DAIGOのプロフ帳」、DAIGOが番組で教わった料理を家で実際に作り自分で撮影したプライベートの写真を集めた「ぼくでもできた！(DAIGOの手料理)」、山本ゆりが自宅で頻繁に調理しているレシピをまとめた「山本ゆりさんヘビロテレシピ3選」、DAIGOも台所の収録スタジオセットを紹介する「DAIGOも台所　収録スタジオのキッチンセット大解剖」なども収録される。

### 第14弾
2024年12月16日、番組のレシピ本の第14弾となる「2025年2月号」の発売が行われた。
2025年2月号の1つ目の特集は辻󠄀調理師専門学校の講師らと山本ゆりが監修した「シメまでおいしい！プロ直伝オリジナル和洋中の絶品鍋」で、「味変」や「おすすめのシメ」についての記載もある。
このほかに「お家で作れる！SNSでバズった冬スイーツ」、きじまりゅうた監修の「きじまりゅうたさんが教えてくれたコスパ◎で高見え『お肉でごちそう』」の2つの特集も組まれている。また年末特別付録として「DAIGOも台所 特製2025年 カレンダー」が付属している。

### 第15弾
2025年2月16日、番組のレシピ本の第15弾となる「2025年4月号」の発売が行われた。
2025年4月号では「カンタンで大充実！ 山本ゆりさんが考えたラクうま1週間献立」「じつは驚くほどかんたん！話題のせいろで絶品レシピ」の2特集が掲載される。
また新たな連載として「もしもの質問『10問10答』」の掲載が開始される。

### 第16弾
2025年4月16日、番組のレシピ本の第16弾となる「2025年6月号」の発売が行われた。
2025年6月号では「鉄フライパンでプロ級のおいしさ！辻󠄀調直伝レシピ」「山本ゆりさんのかんたん時短ワンパンごはん」「春野菜で体よろこぶ旬おかず」の3特集が掲載される。
また番組3周年記念スペシャルトーク「DAIGO×山本ゆり」も掲載される。

### 第17弾
2025年6月16日、番組のレシピ本の第17弾となる「2025年8月号」の発売が行われた。
2025年8月号では「プロのとっておきが大集合『なすの食べ方』」「がっつり食べ応えバツグン『至福のアレンジそうめん』」の2特集が掲載される。

### 第18弾
2025年8月16日、番組のレシピ本の第17弾となる「2025年10月号」の発売が行われた。
2025年10月号では「暑いからパパッと楽チン！山本ゆりさんの絶品レンジレシピ」「脱マンネリ！カレーライスもアレンジ料理も『みんな大好き!!カレーレシピ』」の2特集が掲載される。

## 販売

### Oisixとの共同開発

#### 第1弾
2022年11月11日、オイシックス・ラ・大地は「DAIGOも台所〜きょうの献立何にする?〜」と共同開発を行った「料理初心者でも手軽に取り組めるミールキット」の販売を開始した。販売はオイシックス・ラ・大地が運営するOisixにおいて行われる。第1段は「とろり温玉のせ5種野菜チャプチェ」で、2022年11月11日に「超簡単!ボクでもできる!金曜日」で放送されたレシピである。価格は2人前税込み2,052円で、2022年11月24日まで販売が行われた。

#### 第2弾
2022年12月16日、Oisixにおいてミールキットの第2弾の販売が開始された。第2弾は「さつまいもの甘辛肉巻き ガリマヨソース」で、2022年12月16日に「超簡単!ボクでもできる!金曜日」で放送されたレシピである。なお販売は2022年12月22日午前10:00まで行われた。

### DAIGOも台所☆手間抜きおかず
2023年11月20日、わんまいるにおいて番組で紹介されたレシピを自宅で再現できる冷凍ミールキット「DAIGOも台所☆手間抜きおかず」の販売が開始された。月1回の定期便で、1メニュー2人前ずつ、毎月5メニュー計10人前が配送される。また1人前ずつ個別包装となっている。それぞれのメニューは番組に出演する辻調理師専門学校の講師が監修した。

### おいしい★フライパン
2025年2月25日、構想から約1年かけ、番組オリジナルの鉄フライパン「おいしい★フライパン」の発売が開始された。フライパンは藤田金属製作で、取っ手部分はダイワ産業によって製作された。
フライパンはガスコンロ、IH（〜200V）、シーズーヒーター、ハロゲンヒーターなどに対応しており、熱伝導率が高い仕様となっている。表面は油ならし不要のハードテンパー加工が施されている。取っ手はシリコン塗装された天然木のブナ材で、「★マークの鋲」が付いている。箱にはソルトさんとペッパーさんのイラストとメッセージが印刷されている。重さは1.035kg、サイズは幅26.5×奥行47.5×高さ12.5cm　（フライパン本体部高さ6.2cm）、満水容量：2.5L、通常価格は税込12500円。

### おいしい★ブラシ
高田耕造商店により製造された「おいしい★フライパン」の専用ブラシ。ブナの天然木を使用した持ち手となる柄付きで、柄には「★マーク」が刻印されている。繊維はシュロを使用、真ん中に穴が空いているドーナツのような形状にすることで「側面の洗いやすさ」や「水切れの良さ」を追求している。サイズは幅8.5×奥行17.5×高さ3.5cm、重さは約42g、通常価格は税込2600円。